# Football Club de Vesoul
Maillots
Actualités
Le Football Club de Vesoul, nommé Vesoul Haute-Saône Football de 2002 à 2014, est un club français de football basé à Vesoul, dans l'Est de la France. Évoluant au stade René-Hologne depuis 1928, le FCV est le principal club de la ville de Vesoul et le plus titré du département de la Haute-Saône.
Fondé en 1917 sous le nom de Racing-Club Vésulien, le club s'impose rapidement comme l'un des clubs pionniers du football haut-saônois et devient également l'un des meilleurs clubs de la région. Après la guerre, le club se renforça en fusionnant à plusieurs reprises avec d'autres sociétés sportives vésuliennes et en développant ses structures sportives. Dès 1994, le club intègre le championnat national en accédant en CFA 2, le 5e échelon national. Pendant plus de vingt années, le club restera au niveau national en totalisant 9 ans passés en CFA et 12 ans en CFA 2 pour un total de plus de 600 matchs disputés dans ces deux niveaux de championnats nationaux. Au cours de cette période, il est le seul club haut-saônois à évoluer au niveau national, s'imposant ainsi comme club-phare du département.
Le plus long parcours du club en coupe de France fut lors de la saison 2009-2010 puisqu'il s'est hissé en huitième de finale contre le Paris Saint-Germain. Le club a également été 2 fois vainqueur de la coupe de Franche-Comté, 2 fois champion de Division d'Honneur, 3 fois champion de groupe de CFA 2 et 14 fois vainqueur de la coupe de Haute-Saône.
Le club a compté dans ses rangs plusieurs footballeurs professionnels notamment des joueurs internationaux.

## Histoire

### Prémices du football à Vesoul (avant 1917)
À la fin du XIXe siècle, Vesoul, ville de garnison, où s'est implanté à partir de 1887 dans les casernes du Luxembourg, le 11e régiment de chasseurs à cheval, compte essentiellement des clubs sportifs orientés dans la préparation militaire comme les disciplines de la gymnastique, du tir militaire et de l'hippisme.
Le football est pratiqué à Vesoul dès la fin du XIXe siècle, notamment sur l'ancien champs de manœuvres du 11e chasseurs, à proximité des Rêpes, vers 1895. Au début du XXe siècle, plusieurs associations sportives indépendantes proposant partiellement ou exclusivement la pratique du football voient le jour à Vesoul, dont beaucoup d'entre elles ne durèrent que peu de temps comme le Club Sportif de l'Est, l'Espérance et le Foot-ball Club Vésulien. Plusieurs associations sportives scolaires vésuliennes pratiquent aussi le football comme l'Union Sportive du Lycée Gérôme et l'équipe de l'École Normale ainsi que des clubs de football-association situés dans les communes de l'agglomération de Vesoul comme à Echenoz par le biais du Foot-ball Association de Solborde.[réf. nécessaire]
Par ailleurs, en octobre 1913, une association ambitieuse voit le jour à Vesoul : la section football de la société omnisports de l'Avant-garde de la Motte, association sportive fondée le 8 juin 1910 par l'abbé Maurice-Louis Dubourg, qui propose également entre autres la pratique de la gymnastique et des sports athlétiques. A cette époque, l'AGM et sa section football étaient affiliées, comme une dizaine d'autres clubs dans le département, à la fédération gymnastique et sportive des patronages de France, organisation nationale créée en 1898 dont l'objectif était d'encadrer les associations œuvrant dans la préparation militaire et sportive. L'équipe de football de l'AGM, qui évolue alors en bleu et blanc, réussit à monter deux équipes séniores dans les années 1910, et même une troisième au début des années 1920 et à rivaliser avec certaines grandes équipes de la région en évoluant dans le championnat de Franche-Comté des Patronages,,,. L'AGM football inaugure même son propre terrain plus tard, le 30 juillet 1922 devant plus de 2 000 spectateurs : le stade du Sacré-Cœur, situé derrière l'église du Sacré-Cœur,. Quelque temps plus tard, en 1926, l'AGM, qui contribua fortement à la popularisation du football à Vesoul, mit en sommeil sa section football pour ouvrir une section basket-ball, qui devenu peu de temps après champion de Haute-Saône F.F.A. et champion de Franche-Comté F.G.S.P.F..
Dès les années 1910, l'agglomération compte déjà plusieurs terrains de football, utilisés aussi pour la pratique du rugby, qui est à l'époque appelé football rugby : le terrain de la Roulette ou simplement appelé La Roulette. S'y ajoutent le terrain derrière les casernes, le stade du Sacré-Cœur (utilisés par la section football de l'AGM), le terrain derrière les écoles du Boulevard de Besançon (utilisé par le Football Club Vésulien). On compte aussi sur l'agglomération de Vesoul d'autres terrains comme le terrain du Sabot (utilisé par le Club Sportif de l'Est) et le terrain de Cita. Certains de ces terrains sont souvent appelés prairies au vu de leurs aménagements parfois approximatifs et sommaires.
Les aléas de la Grande Guerre n'eurent pas empêchés la pratique du football à Vesoul, bien au contraire ; les équipes locales et certains régiments, y compris anglais, cantonnés à Vesoul pendant la guerre s'affrontent dans le cadre de matchs amicaux sur le terrain de la Roulette. Cependant, de nombreux matchs de football joués dans le secteur de Vesoul dans les années 1910 sont des matchs amicaux.

### Débuts: le Racing-Club Vésulien (1917-1946)

#### Suprématie départementale

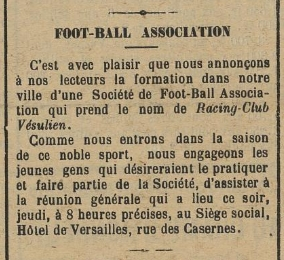
Article de création du Racing-Club Vésulien paru dans Le Réveil de la Haute-Saône le 24 août 1917.

Le club est fondé en août 1917  sous le nom de Racing-Club Vésulien en proposant deux activités sportives : le football-association et les sports athlétiques associée à la préparation militaire. Plus tard, dès le début des années 1920, une section boxe ouvrira, une section tennis, une section de tir, une section natation en 1929 et une section de waterpolo.
Dès ses débuts, en 1917, le Racing-Club Vésulien, qui possède déjà deux équipes séniores, affiche ses ambitions en s'imposant facilement et régulièrement contre les équipes locales des alentours de Vesoul et les équipes militaires créées pendant la guerre. A ses débuts, le Racing-Club Vésulien évolue sur le terrain de la rue Gérôme, mais le délaissa à partir de la saison 1919-1920 pour le terrain de la Roulette, au sud de la ville. Rapidement, le club attire, lors des matchs à domicile, des foules de plusieurs centaines de spectateurs. Le tout premier match officiel connu du Racing-Club Vésulien fut un match amical tenu le 2 septembre 1917 sur le terrain du Breuil à Faverney, contre l'Association Sportive de Faverney, où le Racing gagna 4 à 0. Par ailleurs, l'un des premiers capitaines connus de l'équipe A du Racing est Gaspard Poimbœuf en 1917. Même s'il ne participe qu'à des matchs amicaux, le club réalise trois bonnes premières saisons, en enregistrant notamment qu'une seule défaite pour la saison 1918-1919.
Dans les années 1920, le Racing, qui évolue en bleu et en noir sous l'égide de la Ligue de Bourgogne-Franche-Comté créée en 1920, adopte un style de jeu de type « football scientifique », ce qui lui permet de décrocher de multiples titres de champion de Haute-Saône et devient rapidement le seul club compétitif du département. Parallèlement, il est aussi considéré comme l'un des meilleurs de la région au côté des équipes de Besançon et de la région de Belfort-Montbéliard avec lesquels il s'affronte régulièrement à cette époque et rivalisent même avec certaines grandes équipes d'Alsace et de Bourgogne.
En 1922, le club est en Division Honneur du district ce qui lui permet de se mesurer face aux meilleures équipes du département puis de la région. Cette même saison 1922-1923, une troisième équipe sénior voit le jour en compétition officielle, qui évolue comme les deux premières, au stade de la Roulette. La saison suivante, le Racing-Club Vésulien connait son premier véritable succès sportif : en battant l'AVS d'Auxerre 4 à 1, le 13 avril 1924, le club devient pour la première fois de son histoire finaliste des championnats de Bourgogne et Franche-Comté. Pour contribuer à son développement et à son rayonnement, le club organise régulièrement dans son stade des fêtes sportives, des bals, des challenges ainsi que des tournois de sixte. Par ailleurs, le football en Franche-Comté se développe de plus en plus : en 1923-1924, la ligue de Bourgogne-Franche-Comté compte 38 clubs franc-comtois affiliés (à 80% des villes de plus de 5 000 habitants). Cependant, seulement 2% des communes franc-comtoises possède un club de football ; la ville de Vesoul est l'une des deux seules communes franc-comtoises avec Besançon à compter au moins deux clubs de football (le Racing-Club Vésulien et l'AGM football). Le club continua ses succès sportifs départementaux au milieu des années 1920 notamment en étant sacré champion de Haute-Saône en 1924 et 1926.

#### Premières participations en coupes
Le club accède en Division Excellence de la ligue de Bourgogne-Franche-Comté en 1927-1928, premier niveau régional qui portera le nom de Division Excellence entre 1926 et 1930 ; la Division Honneur fut ainsi la deuxième division régionale durant cette période. Au milieu des années 1920, l'idée de construction d'un vrai stade devient de plus en plus présente ; le stade de la Roulette étant jugé trop exigu ainsi qu'impraticable pendant les saisons pluvieuses, de par notamment sa proximité avec la Colombine. Ce projet, soutenu entre autres par Georges Staimesse (1890-1977), président du club en 1922, homme impliqué dans le football local, arbitre et président du District de Haute-Saône, émergea dès le début des années 1920. Finalement, le club s'installa en 1928 sur un terrain située à l'Est de la ville : le stade des Allées, actuel stade René-Hologne. En 1929, un projet de construction d'une tribune de 24 mètres par 6 mètres coûtant 68 000 francs suit. A noter qu'en avril 1929, le club connait l'une de ses victoires les plus larges en match officiel : en effet, la réserve du Racing bat la réserve du F.C. Luxeuil par 13 à 0. De plus, à la fin des années 1920, une équipe juniors et une équipe vétérans voient le jour au club. Par ailleurs, dès les années 1920, les joueurs évoluant au club ont pour obligation de payer une assurance pour la prise en charge d'éventuelles blessures, en plus des cotisations de frais d'équipements.

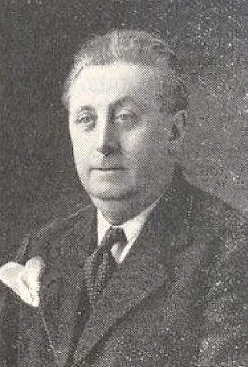
René Hologne, président du club dans les années 1920 et 1930.

Dans les années 1930, la section football du Racing, dont les couleurs sont le orange pour le maillot et noir pour le short et qui est entre autres présidé et soutenu par l'élu municipal et futur résistant René Hologne,, connait de moins bonnes performances sportives qu'à ses débuts. De plus, cette baisse de régime s'accompagne d'une montée en puissance d'autres clubs haut-saônois comme les clubs de Luxeuil, Saint-Loup et Gray. En 1931, les divisions de la ligue régionale sont reformées : après le premier niveau de la ligue, la Division Honneur, les divisions suivantes portent le nom de 1er, 2e, 3e puis 4e division, ce qui porte un total de cinq divisions ; l'équipe première est alors rattachée à la 1er Division.
Parallèlement, le club connait sa première participation à la coupe de France de football, lors de la saison 1932-1933. Le tout premier match du club dans cette compétition, dans le cadre du 1er tour éliminatoire, fut contre le Football-Club Saint-Louis, club du Haut-Rhin, le 18 septembre 1932. L'équipe vésulienne, novice dans cette compétition, perd finalement 7 à 3, malgré avoir joué à domicile et avoir mené au score une bonne partie du match. La saison suivante, en 1933-1934, le club connait également sa première participation dans la première édition de la coupe de Haute-Saône de football, compétition départementale créée dans le but de dynamiser et de promouvoir le football haut-saônois. Le club, probablement afin de permettre à l'équipe A de se focaliser sur le championnat et la coupe de France, engage alors son équipe sénior B dans la compétition ; l'équipe gagne son premier match contre le C.O.S. Gray par 4 buts à 1, le 12 novembre 1933. Elle ira même jusqu'en finale, mais perdit toutefois ses deux matchs aller-retour de finale, à cause notamment d'une infériorité numérique (l'équipe joua à neuf joueurs contre onze) et qu'il s'agissait de l'équipe réserve contre une équipe première. Par ailleurs, le club affronta pour la première fois de son histoire, le 4 février 1934, sur son stade des Allées une équipe professionnelle : le F.C. Lyon, qui évolue alors en 2e division. Pour sa troisième participation consécutive à la coupe de France, en 1934-1935, le Racing se fait, malheureusement, à nouveau sortir dès le premier tour, cette fois-ci par l'Association sportive Nancy,.

#### Déclin sportif

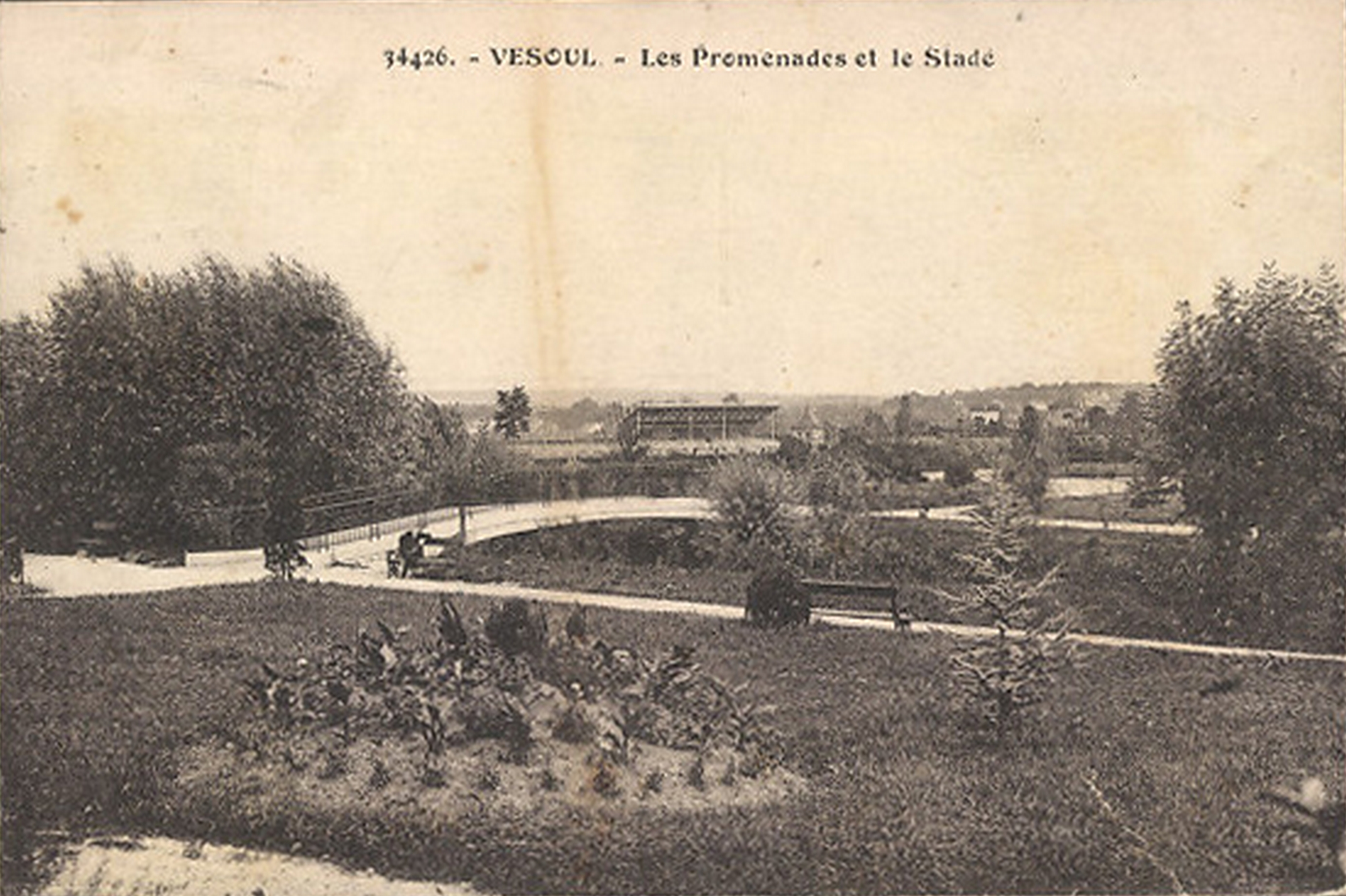
Vue du stade des Allées et de la tribune depuis les Promenades. Carte postale circulée en 1935.

En 1935, le club connait une importante crise sportive et financière qui a failli conduire le club en liquidation. Au début de la saison 1935-1936, d'importants travaux d'urbanisme entrepris par la municipalité vésulienne sur le stade des Allées empêchent le club d'évoluer sur le terrain : une longue tranchée en diagonale du terrain est creusée du 22 au 29 septembre 1935 rendant le terrain impraticable et ayant pour conséquences l'obligation pour le club de déclarer forfait certains matchs à domicile. Ces mauvais résultats sportifs s'accompagnent d'un manque de soutien financier. En conséquence de ces faits, le comité de la section football du Racing-Club Vésulien annonce la démission de l'intégralité de ces membres, lors d'une réunion tenue le 4 novembre 1935. Le 12 novembre, un nouveau comité fut élu provisoirement par l'ancien comité lors d'une assemblée générale à l'hôtel Mercedes : René Hologne, l'emblématique président de la section football du Racing laisse sa place à Hasselmann. Même si l'équipe conserve une bonne partie de ces joueurs, le club se retrouve moralement très affaiblit de toutes ces pertes. Durant cette période de déclin sportif, le Racing fut fortement concurrencé par d'autres clubs haut-saônois comme les clubs de Luxeuil et de Gray, situation que le Racing n'avait jamais connu depuis sa création.
La situation du Racing se redresse dès début 1936 : le terrain d'honneur des Allées est remis en état par deux hommes engagés par M. Cilia, bienfaiteur, et le club retrouve de bons résultats sportifs. A l'occasion d'une assemblée générale ayant lieu le 20 janvier 1936, un nouveau comité est élu : plusieurs membres qui démissionnèrent lors des querelles de l'année précédente se représentèrent à diverses fonction du comité. Le nouveau président élu est Pernot ; Hasselman, en devient le vice-président ainsi que l'entraîneur de l'équipe première. En 1936, le club doit se reconstruire sportivement. Il décide ainsi d'engager son équipe première en première division du championnat de Haute-Saône et de réaménager son stade des Allées en y ajoutant des vestiaires et autour, une clôture en ciment armé, pour un montant total de 250 000 francs. Le club décide même d'engager un garde particulier pour le stade, M. Guyer.

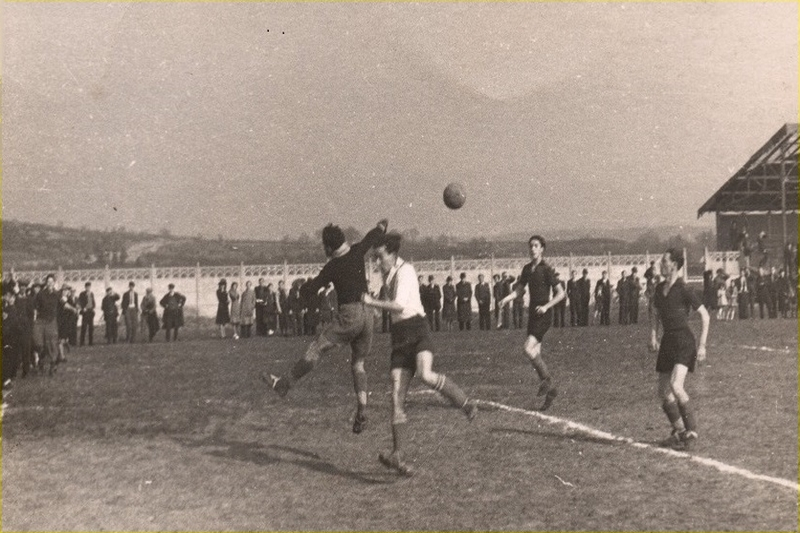
Match de l'équipe première au stade des Allées en 1942. Le gardien vésulien Gabriel Bruyat boxe le ballon.

Toutefois, le club se rattrape à la fin des années 1930 en remportant par deux fois consécutivement, en 1938 et en 1939, la coupe de Haute-Saône de football. Le Racing se voit également confier l'organisation, au stade des Allées, des sessions du Brevet Sportif Populaire, diplôme national créé en 1937. Le club continua ses activités même pendant la Seconde Guerre mondiale, contrairement à de nombreux autres clubs haut-saônois. On compte en 1941 cinq sections au club du Racing : le football, l'athlétisme et la préparation militaire, la natation, le tennis et le tir. Au sortir de la guerre, le Racing-Club de Vesoul fusionna en 1946 avec d'autres clubs sportifs vésuliens pour laisser place à l'Union Sportive Vésulienne.

### Fusions et succès régionaux (1946-1973)

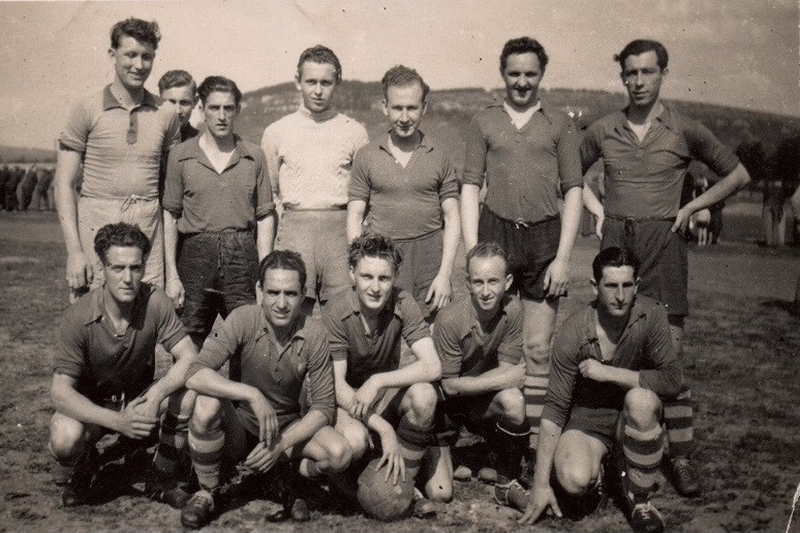
L'équipe A de la section football de l'US Vesoul. Saison 1948-1949.

Le 21 avril 1946 est la date de déclaration en préfecture de Haute-Saône de la création de l'Union Sportive Vésulienne, société multi-sports dont le siège social se trouve à la mairie de Vesoul, qui regroupe plusieurs clubs sportifs vésuliens : le Racing-Club, le Cercle d'escrime, l'Espoir sportif, la Pédale vésulienne, le Ring haut-saônois et le ski-club. Son comité directeur fondateur se compose de vingt membres et de son président Pierre Rénet, qui sera plus tard d'ailleurs élu maire de Vesoul en 1953. Le 23 septembre 1947, la ligue de Bourgogne-Franche-Comté est scindé en 2 et le club de Vesoul se voit donc évoluer sous l'égide de la ligue de Franche-Comté. En 1948, le club accède en demi-finale puis en 1949, en quart de finale de coupe de Haute-Saône.
En 1950 a lieu un nouveau changement : l'US Vesoul fusionne avec l'ASPTT ; ces deux clubs donneront naissance à l'ASPTT/US Vesoul. En 1951 et 1952, l'équipe première sénior remporte la coupe de Haute-Saône, ce qu'elle réitérera en 1959, mais perdra toutefois deux finales en 1957 et 1960. Elle atteint en outre les demi-finales en 1953 et les quarts de finale de coupe de Haute-Saône en 1956.
En 1957, un nouveau club de football voit le jour à Vesoul qui connaîtra pendant 16 saisons une rude concurrence avec l'US Vesoul : il s'agit du Football Club Vésulien, créé et présidé durant toute son existence par André Moutel, qui était assisté par son fils Claude Moutel. Ce club accédera aussi en Division Honneur et réalisera de bonnes performances notamment en coupe de Haute-Saône dont deux finales : en 1968-1969 et en 1970-1971. Le FCV évoluait entre 1957 et 1960-1961 sur un terrain de football situé à proximité du stade René-Hologne au sud, à l'emplacement actuel de la Maison des Combattants, établissement créé en 1961. Par la suite, le club joua au stade René-Hologne, partageant ainsi le terrain avec l'Union Sportive Vésulienne. Le Football Club Vésulien sera par ailleurs entraîné par l'ancien gardien de but du Racing Club de France Daniel Varini vers 1970-1972.
En 1958, Jean Morel accède au poste de président du club de Vesoul avec de grandes ambitions. En septembre 1959, une association de supporters du club de Vesoul est créée ; son premier président est Martial Chaillot qui dirigea l'association jusqu'en 1970. Le club de Vesoul atteint les quarts de finale en 1962, puis une nouvelle fois en 1968.
Entre 1968, le club accède en Division d'Honneur. Pour sa première année dans cette division, il échappe de peu à la relégation en terminant la saison 11e avec 7 victoires 5 nuls et 12 défaites. Les quatre saisons suivantes, le club terminera régulièrement en bas du tableau, avec une différence de buts négative. De plus, le club perd une finale de coupe de Haute-Saône en 1972.

### Développement du club (1973-1994)
Après cinq modestes saisons en Division Honneur, le club ne peut éviter la relégation en Promotion Honneur pour la saison 1973-1974 et y restera jusqu'à la saison 1975-1976. Toutefois, le club remportera, en 1974 et en 1975, respectivement pour la septième et huitième de son histoire, la coupe de Haute-Saône.
A noter qu'en année 1973, le club fusionne avec le Football Club Vésulien, son rival local depuis une quinzaine d'années : le nouveau club prend le nom de « Entente Union Sportive Football Club Vesoul ». Cette fusion permit au nouveau club de l'USFCV de bénéficier des moyens techniques, sportifs et économiques du Football Club Vésulien. Par ailleurs, Jean-Pierre Dewier, ex-joueur du FCV qui y évolua entre 1957 et 1973, prit la tête de l'équipe première du club durant une courte période en 1975. Dewier, alors qu'il évolue en professionnel pour une autre équipe franc-comtoise, se voit dans l'obligation de quitter son poste d'entraîneur de l'USFCV, pour mener à bien sa carrière de footballeur professionnel qui le mènera jusqu'en 2e division,.
La saison 1975-1976 du club est relativement médiocre : l'USFC est relégué en Promotion de Ligue et n'arrive même pas à atteindre les quarts de finales de coupe de Haute-Saône. Le club se rattrape en 1976-1977 en accédant en quart de finale de coupe de Haute-Saône et en remontant en Promotion Honneur. En 1977-1978, l'effectif du club s'élève à 290 licenciés, dont près de 240 jeunes. En mai 1977, Jean Morel, qui contribua grandement au développement du club, quitte la présidence après 20 saisons à la tête du club. Pour la saison 1980-1981, année de création du nouveau district de Haute-Saône de football, l'équipe première redescend une nouvelle fois en Promotion de Ligue après seulement deux années passées en Promotion Honneur. Elle réintégrera la Promotion Honneur en 1984-1985.
En 1986, l'entrepreneur, journaliste et ex-joueur du club qui évoluait au poste de défenseur Alain Joyandet prend la présidence du club ; la même année, le club équipe son stade d'une tour de chronométrage et de quatre mâts d'éclairage de 400 lux et, sportivement, se hisse jusqu'en quart de finale de coupe de Haute-Saône. En 1989, l'équipe réserve du club gagne la coupe de Haute-Saône ; à cette époque, l'équipe réserve du club s'améliore et devient de plus en plus compétitive à tel point qu'au cours de la saison 1990-1991, l'équipe A et l'équipe B évoluent dans la même division (Promotion Honneur). Quant à l'équipe C, elle arrive à se hisser en quart de finale de coupe de Haute-Saône 1990-1991.

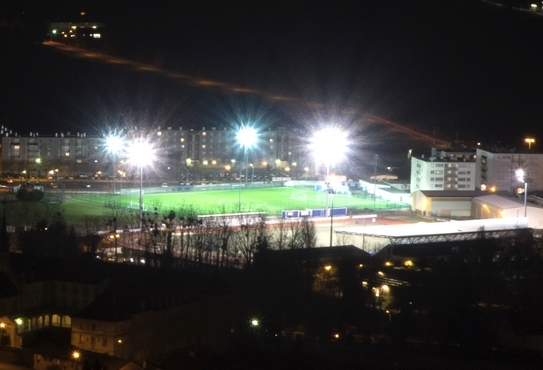
En 1986, des mâts d'éclairages sont installés au stade René-Hologne.

Lors de la saison 1991-1992, l'Union Sportive Football Club Vesoul retrouve la DH de Franche-Comté, la première division régionale. En 1993, le défenseur expérimenté Claude Robin, fort de 400 matchs professionnels et de 14 saisons au plus haut niveau, arrive au club avec la double fonction d'entraîneur-joueur. Ce sportif est notamment passé par l'Olympique lyonnais et le LOSC Lille durant sa carrière. Il remplace ainsi Michel Crevoisier, frère du footballeur professionnel Jacques Crevoisier, qui réalisa trois années de mandat au poste d'entraîneur.

### Âge d'or: niveau national (1994-2014)

#### Ère Claude Robin
Le club est sacré champion de Division d'Honneur en 1994, ce qui lui permet donc d'accéder en championnat de France amateur 2 pour la saison 1994-1995.
Le club va enchaîner 7 saisons en Championnat de France amateur 2 de football (1994-2001). En 1994-1995, le club vésulien termine 4e, à trois points du troisième. Alain Joyandet quitte sa fonction de président du club en 1995 pour prendre celle de maire de Vesoul de 1995 à 2012 ; il est remplacé par Yves Beley. La saison suivante, l'USFCV finit 7e du championnat avec néanmoins une différence de buts négative. En 1996, Claude Robin devient uniquement entraîneur du club. Pour la saison 1996-1997, le club réalise une saison décevante en terminant à la 10e place sur 14 équipes.
Pour sa quatrième saison au niveau national, le club impressionne en terminant 4e dans un groupe de haut-niveau et dont l'équipe réserve remporte une nouvelle fois la coupe de Haute-Saône. En 1999, Yves Beley quitte la présidence du club et laisse sa place à Dominique Thomas. Les saisons 1998-1999 et 1999-2000 en championnat sont moyennes : le club finit respectivement 8e et 7e et demeure donc toujours dans ce championnat. Néanmoins, le parcours en coupes est quasi-excellent : l'Union Sportive FC Vesoul remporte en 2000 la coupe de Franche-Comté, la coupe de Haute-Saône avec l'équipe réserve et atteint les trente-deuxièmes de finale de coupe de France.
Le club réalise une saison 2000-2001 remarquable : avec 90 points, 17 victoires, 9 nuls et 4 défaites, il termine 1er de son groupe de CFA 2 avec la meilleure différence de but du groupe et atteint donc pour la première fois de son histoire le championnat de France amateur de football en 2001-2002. Par ailleurs, cette même année, les bonnes performances du club contribuent au classement de Vesoul comme « Ville la plus sportive de France » dans sa catégorie en 2001.
Pour sa première année en CFA, le club termine à la 11e, à la fin de la saison 2001-2002. Il réussit un parcours notable lors de l'édition 2001-2002 de la coupe de France : le club de Vesoul accède au trente-deuxièmes de finale. Il tombe alors contre la prestigieuse équipe de l'A.S. Monaco, champion en titre de Ligue 1, entraînée par Didier Deschamps et composée de joueurs de renom comme Rafael Márquez ou encore Éric Abidal. Devant 5 500 spectateurs au stade René-Hologne, l'équipe vésulienne lutte jusqu'aux prolongations mais perd finalement 2-3. Il est à noter qu'en juillet 2002, le club est renommé Vesoul Haute-Saône Football et intègre donc le nom du département dans sa dénomination à la suite du soutien financier du conseil général de la Haute-Saône. En 2002, le président Dominique Thomas laisse sa place à Laurent Philiponet.

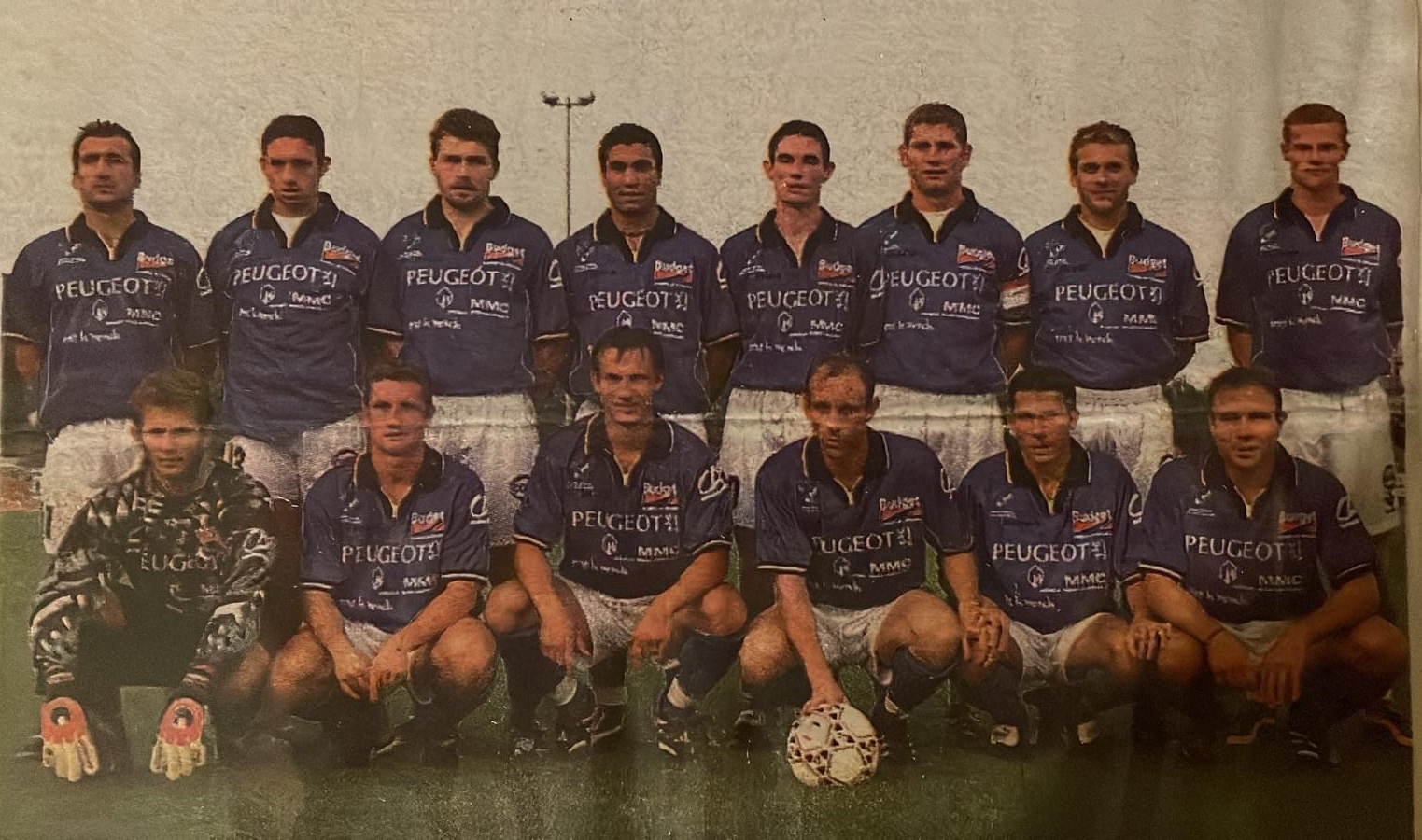
L'équipe A, vers les années 2000.

Lors de la saison 2002-2003, le club termina 7e de son groupe avec 83 points et gagne pour la seconde fois la Coupe de Franche-Comté. Les performances du club lui permettent d'avoir des plusieurs équipes séniors compétitives : la deuxième équipe réserve du club (Vesoul 3) remporte deux fois d'affilée la coupe de Haute-Saône (2002 et 2003).
Le club connait une saison 2003-2004 difficile, le président Laurent Philiponet démissionne de son poste en janvier 2004. Jacques Laurent, cadre dirigeant d'entreprise, reprend la présidence. Très vite il se met en quête de nouveaux administrateurs.
Lors de la coupe de France de football 2004-2005, le club vésulien passe les huit premiers tours mais se fait sortir par Clermont Foot, club de Ligue 2, en trente-deuxièmes de finale. À la fin de la saison 2004-2005, le club se trouve à la 16e de son groupe de CFA, synonyme de rétrogradation en CFA2. À la fin de la saison 2004-2005, Claude Robin, après douze saisons et plus de 350 matchs à la tête de l'équipe, quitte le club pour prendre en main l'équipe réserve de l'AS Saint-Étienne. Son adjoint depuis dix ans, Bruno Poinsel, lui succède en qualité d'entraîneur principal, secondé par deux autres éducateurs du club, Sebastien Giuranna et Laurent Matrisciano.

#### Deuxième puis troisième sacre de CFA 2
Le club termine 1er de son groupe de CFA 2 avec 92 points, lors de la saison 2005-2006 et remonte ainsi aussitôt en CFA pour la saison 2006-2007. Quant à l'équipe réserve, elle remporte la coupe de Haute-Saône. Le plan de relance du Vesoul Haute-Sâone Football est présenté puis adopté par l'assemblée générale : il consiste en l'arrivée au sein du conseil de patrons d'entreprises comme entre autres Jacques Demeusy, Roger Ramos, François Grosperrin, Guy Roussel, Yves Beley, Eric Lejeune. En 2006, le club remporte sa quatorzième coupe de Haute-Saône. A noter qu'en 2006, le club inaugure une nouvelle tribune, structure moderne de plus de 972 places assises, abritant plusieurs locaux homologués.
Au cours de la Coupe de France 2007-2008, le Vesoul Haute-Saône Football se hisse en trente-deuxièmes de finale pour la quatrième fois de son histoire. En championnat, le club haut-saônois finit 3e de son groupe de CFA avec un total de 17 victoires et son équipe réserve devient champion de Division Honneur, accédant ainsi en CFA 2.
En 2009, le club évite de très peu la relégation en CFA 2 en finissant 16e mais avec une meilleure différence de but que l'équipe 17e. La présidence change : Jacques Laurent est remplacé par Jacques Demeusy.
Lors de la saison 2009-2010, le VHS réalise son plus long parcours en coupe de France de son histoire ; le club se place en huitième de finale après avoir notamment éliminé plusieurs équipes de CFA et même une de Ligue 2. Néanmoins, le VHS tombe contre le Paris Saint-Germain et affronte ainsi des grands joueurs comme Claude Makelele, Guillaume Hoarau ou encore Mamadou Sakho. Le stade René-Hologne est plein : on note une affluence record de plus de 6 000 spectateurs. L'équipe vésulienne perd finalement 0-1 (but de Ludovic Giuly). Malheureusement, notamment à cause de son lourd investissement en coupe de France, l'équipe de Vesoul se voit être relégué en CFA 2, à la suite de sa place de 16e.
En CFA 2, le club enchaîne deux bonnes saisons (2011 à 2013) en finissant respectivement 5e et 4e. Il est à noter que Didier Clerval devient entraîneur de l'équipe première en 2012 et Pascal Donzelot le président du club succédant ainsi à Jacques Demeusy. En 2013, le club voit son expérience en championnat national être récompensée : le Vesoul Haute-Saône Football termine 1er du groupe C du championnat et devient même champion de CFA 2. Ce genre de titre est le premier de son histoire. La saison 2013-2014 est marquée par une déroute : le club commence à avoir des difficultés financières et, de plus, termine 16e et dernier de CFA, avec seulement 6 victoires.

### Rétrogradation en régional (2014-2023)
Le 25 juin 2014, Pascal Donzelot, président du club, dépose le bilan au tribunal d'instance de Vesoul, à la suite d'un déficit cumulé de plus de 330 000 euros (80 000 euros de déficit, 200 000 euros liés à l'URSSAF et aux impôts, 50 000 euros au billet financier). Le club est rétrogradé administrativement au niveau régional (LR2) correspondant à la septième division nationale et est renommé Football Club de Vesoul, dès la saison 2014-2015. En ce qui concerne les 14 salariés (joueurs, dirigeants), ils ont tous été licenciés de leurs postes. L'effectif de l'équipe et le staff a considérablement été changé. Clément Pommier, président-fondateur du club et agent immobilier de métier, est finalement élu président du nouveau club et Sébastien Giuranna nouvel entraîneur.
Entre 2014 et 2017, le club de Vesoul, affaiblit de toutes ses pertes aussi bien aux niveaux sportifs qu'économique, parvient toutefois à se maintenir en Ligue Régionale 2 avec tout de même des différences de buts positives pour chacune des trois saisons. Dès 2016, le club de Vesoul se voit évoluer dans la nouvelle ligue de Bourgogne-Franche-Comté, reformée le 24 septembre 2016, à la suite de la fusion des ligues de Bourgogne et de Franche-Comté, près de 70 ans après leur scission. En décembre 2016 le club, aux portes de la relégation vers la R3, nomme Romain Cazal (alors entraineur des U19) à la tête de l'équipe première. Avec ce dernier l'équipe fanion Vésulienne assurera son maintien et réalisera la performance de terminer 3ème de son groupe (1 défaite, 1 nul et 9 victoires sur l'ensemble de la phase retour et 4 buts marqués en moyenne par match). Le 1er juin 2017, Stéphane Mahé est nommé entraîneur de l'équipe A. Cet ancien international français, qui évolua notamment au Celtic Glasgow et au Paris Saint-Germain, où il remporta la C2 en 1996, vint apporter son expérience du monde professionnel au club. Il réalise une très bonne saison 2017-2018 avec un total de 20 victoires sur 22 possibles, une différence de buts de +48 et termine meilleure défense et 2e meilleure attaque du groupe. Cette performance permet à l'équipe première de réintégrer la Régionale 1 (anciennement nommée Division Honneur puis Ligue Régionale 1), 5 saisons après sa liquidation judiciaire. A noter que pour aider le club à se construire, on rénova les pelouses synthétiques du terrain d'entraînement (2015) et du terrain honneur (2018) pour un coût total de près de 600 000 €,.
Pour la saison 2018-2019, le club qui totalise alors 45 équipes, compte 3 équipes séniors : l'équipe A (Régional 1), l'équipe B (Régional 3) et enfin l'équipe C (Départemental 3). Fin 2018, Stéphane Mahé laisse sa place d'entraîneur à Mickaël Lamotte, alors entraîneur des équipes U16 et responsable de l'école de foot. Pour sa première saison en R1, l'équipe réalise une saison modeste en terminant 9e du groupe avec 8 victoires.

### Retour en championnat national (depuis 2023)
L'équipe première accède en Nationale 3 pour la saison 2023-2024.

## Palmarès et statistiques

### Titres et trophées
Le club a remporté de nombreux titres aussi bien sur le plan départemental que régional. Il est à noter que le club est l'un des plus titrés du départemental de la Haute-Saône, notamment avec à son actif 14 coupes de Haute-Saône.
Le plus important parcours en coupe de France fut réalisé en 2010 et en coupe de France des jeunes (coupe Gambardella) en 2011.
| Compétitions nationales | Compétitions régionales | Compétitions départementales |
| --- | --- | --- |
| - Coupe de France : - Meilleur résultat : 1/8e en 2010 - Championnat de France D5 (CFA 2) : - Vainqueur de groupe : 2001, 2006 et 2013 - Champion : 2013 | - Coupe de Franche-Comté (2) : - Vainqueur : 2000 et 2003 - Championnat de Franche-Comté D6 (DH et R1) (3) : - Champion : 1994, 2008 rés. et 2023 | - Coupe de Haute-Saône (16) : - Vainqueur : 1938, 1939, 1951, 1952, 1959, 1974, 1975, 1989 rés., 1998 rés., 2000 rés., 2002 rés., 2003 rés., 2006 rés., 2011 rés., 2022 et 2024 rés. - Championnat de Haute-Saône DH[Quoi ?] : - Champion : 1924, 1926, 1929 - Vice-champion : 1937 |

| Compétitions nationales                                                           | Compétitions régionales | Compétitions départementales |
| --------------------------------------------------------------------------------- | --- | --- |
| - Coupe Gambardella - 1/8e : 2011 - 1/32e : 2006, 2009, 2012 - 1/64e : 2003, 2013 | - Coupe de Franche-Comté - 19 ans - Vainqueur : 2009, 2010 et 2011 - Coupe de Franche-Comté - 17 ans - Vainqueur : 2009 et 2010 - Coupe de Franche-Comté - 15 ans - Vainqueur : 1972 - Finaliste : 2015 - Coupe de Franche-Comté - 13 ans - Vainqueur : 1978 et 1997 | - Coupe de Haute-Saône - 19 ans - Vainqueur : 2002, 2003 et 2015 - Coupe de Haute-Saône - 17 ans - Vainqueur : 2009 et 10 - Coupe de Haute-Saône - 15 ans - Vainqueur : 2004, 2009, 2010 et 2015 - Coupe de Haute-Saône - 13 ans - Vainqueur : 2002, 2003 et 2009 |

### Bilans sportifs
Ce tableau présente le bilan global des 21 années en championnats nationaux, ce qui représente plus de 600 matchs.
| Championnat | Nombre de saisons | Matchs | G.  | N.  | P.  | B.p. | B.c. | Diff. |
| CFA         | 9                 | 304    | 91  | 103 | 110 | 349  | 394  | -45   |
| CFA 2       | 12                | 344    | 149 | 102 | 93  | 526  | 391  | +135  |

Ce tableau présente le bilan du club en coupe de France pendant la période 1992-2014.
| Coupe           | Nombre de matchs | G. | N. | P. | B.p. | B.c. | Diff. |
| Coupe de France | 30               | 14 | 4  | 12 | 53   | 41   | +12   |

## Personnalités et joueurs du club

### Anciens joueurs

#### Joueurs emblématiques et capitaines
La première décennie du club en compétitions officielles, les années 1920, est marquée par la présence de plusieurs bons joueurs. L'un des premiers qui se démarquent, surtout pour ses qualités techniques, est Gaspard Poimbœuf, capitaine de l'équipe première en 1917 et en 1918. Bon passeur, Poimbœuf était l'un des principaux acteurs offensifs du club à ses débuts. Évoluant au poste d'inter droit (actuellement milieu offensif droit), il fit partie à de nombreuses reprises dans les années 1920 avec un autre Vésulien, le demi Léon Masson, de la sélection départementale ainsi qu'en 1924 de la sélection régionale de Bourgogne-Franche-Comté. Dans les années 1920, le club est remarqué pour la solide ligne d'attaque de son équipe première composée entre autres de Miche, Hanser et Walter qui permet au club d'être sacré plusieurs fois champions de Haute-Saône. Une nouvelle génération prend place à la fin des années 1920, constituée notamment des frères Meyer et de l'arrière Mazzuchelli.
Même si les saisons des années 1930 furent sportivement moins flamboyantes que celles de la première décennie, plusieurs éléments méritent d'être mentionnés pour leurs performances sportives comme l'arrière Savrot, capitaine dans les années 1930.
Dans les années 1950, deux des principaux joueurs du club sont Jean Mouret et Jean Renaud. Dans les années 1970, le club compta dans ses rangs Pierre Kapral, neveu de l'international Bruno Rodzik, qui signa au club en 1968, et qui se fit remarquer dès son premier match en inscrivant 6 buts. On peut aussi mentionner Gérard Larrière qui joua aussi au cours des années 1970. Par ailleurs, l'homme politique Alain Joyandet évolua au club en tant que défenseur, avant d'y prendre la présidence.
Durant l'épopée nationale du club (1994-2014), le club connut de multiples joueurs qui marquèrent de leurs empreintes le club. Né le 7 septembre 1968 et formé à Besançon, Laurent Matrisciano fut l'un des joueurs clés de l'épopée nationale du club. Il effectua au total 14 saisons en tant que joueur (de 1993 à 2007). Parmi les autres figures du club au XXIe siècle, on peut citer Jean-Paul Nicot. Né le 5 février 1976, Nicot arrive au club à l'âge de 14 ans, en 1990. Il s'imposa petit à petit en défense central durant l'épopée du club en national et fut aussi longtemps capitaine de l'équipe. Il mit un terme à sa carrière à 33 ans, puis prit la tête de l'équipe A au poste d'entraîneur. Au total, il fut licencié au club pendant 23 saisons (de 1990 à 2012) et totalise 570 matchs disputés en équipe A avec le club de Vesoul.
L'Argentin Diego Jesus José, formé à Rosario, joua pour Vesoul entre 2006 et 2009 puis à nouveau entre 2011 et 2012. Attaquant, redoutable buteur, il inscrivit durant ces 4 saisons au club 61 buts en 138 matchs et fut même sacré meilleur buteur du championnat de CFA, tous groupes confondus, avec 19 buts en 2008,. L'avant-centre camerounais Alain Etamé Nkeng est l'un des principaux artisans de l'accession du club en huitièmes de finale lors de l'édition 2010 de la coupe de France. Arrivé au club en 2008, Etamé se distingue en inscrivant 10 buts lors de la coupe de France 2010 dont un doublé contre Laval. Par ailleurs, l'attaquant Pierre Clavier, ancien pensionnaire de Ligue 2, fut licencié au club entre 2001 et 2003 puis de 2006 à 2009.
Anecdotiquement, l'écrivain Christophe Guillaumot, prix du Quai des Orfèvres 2009, porta les couleurs du club durant sa jeunesse à Vesoul, mais n'eut jamais de carrière de footballeur.
Le club de football de Vesoul donna le brassard de capitaine à différents joueurs dans son histoire. Parmi les premiers, on peut citer Poimbœuf (1917, 1918, 1923), Dudenhoffer (1919, 1920), Miche (1920, 1921, 1922, 1923),, Mazzuchelli (1928, 1929), Savrot (1934, 1935)..
| Nom              | Période           |
| ---------------- | ----------------- |
| Poimbœuf         | 1917 - 1918, 1923 |
| Dudenhoffer      | 1919 - 1920       |
| Miche            | 1920 - 1923       |
| Mazzuchelli      | 1928 - 1929       |
| Savrot           | 1934 - 1936       |
| Georges Hugard   | 1948 - 1950       |
| Saïd Oufella     | 1970 - 1971       |
| Jean-Marie Lundy | 1972 - 1973       |
| Pierre Kapral    | 1973 - 1974       |
| Gérard Mercier   | 1976 - 1979       |
| Denis Jourdy     | 1985 - 1986       |

#### Internationaux et joueurs professionnels
De nombreux footballeurs professionnels et internationaux ont exercé au club vésulien tel que le défenseur latéral Mickaël Ravaux, passé par entre autres Sochaux, Le Mans et Grenoble et élu à 2 reprises meilleur latéral de National (3ème division), évolua au club pendant un total de 6 années : en équipe jeune en 1994 (cadet Excellence), puis de 2003 à 2005 et de 2011 à 2016 en équipe sénior. Il compte aussi trois sélections en équipe de France espoirs. De plus, Claude Robin, durant ses trois premières années au club, évolua en tant que joueur-entraîneur entre 1993 et 1996.
D'autres joueurs furent formés au club et ont par la suite une carrière professionnelle. C'est notamment le cas d'Abel Khaled, milieu franco-algérien, qui joua en catégorie jeunes (National) à Vesoul de 2008 à 2009, pour ensuite signer professionnel au Stade brestois 29 en 2012 ainsi que de Jean Koos, qui évolua au club dans les années 1950 pour par la suite évoluer au Havre et à Besançon,. Aussi, le gardien de but William Dutoit, formé au LOSC et à Lens, vint une saison à Vesoul (en 2008-2009). Il totalisa 29 apparitions sous les couleurs du club et marqua notamment un but exceptionnel directement depuis sa surface de réparation en coupe de France, en novembre 2008.
Le club a aussi accueilli plusieurs footballeurs professionnels en fin de carrière comme le défenseur Dominique Thomas (1994), le milieu Matthieu Bemba (2020-2021) et les milieux offensifs Christophe Taine (2005) et Jessy Savine (2007). De plus, le défenseur Alassane N'Diaye, formé à Crystal Palace, évolua au club entre 2022 et 2023.
Quelques joueurs internationaux ont évolué au club de Vesoul dont le togolais Affo Érassa (2011-2012), membre de l'équipe du Togo lors de la coupe du monde 2006 et qui compte 18 sélections. Le Sénégalais Pape Mamadou Diouf, comptabilisant 4 sélections, a évolué à Vesoul en 2010 au poste de gardien de but. En outre, le gardien de but algérien Cédric Si Mohammed, qui compte 1 sélection et qui fit partie de la liste des joueurs sélectionnés pour la coupe du monde 2014, évolua à Vesoul au cours de la saison 2007-2008 et y effectua 34 matchs. Le centrafricain Gisbert Zarambaud, qui honora sa première sélection à l'occasion d'un match de qualification de coupe du monde contre le Cap-Vert, évolua à Vesoul entre 2023 et 2024.

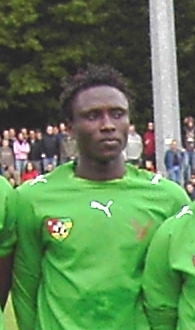
Affo Érassa
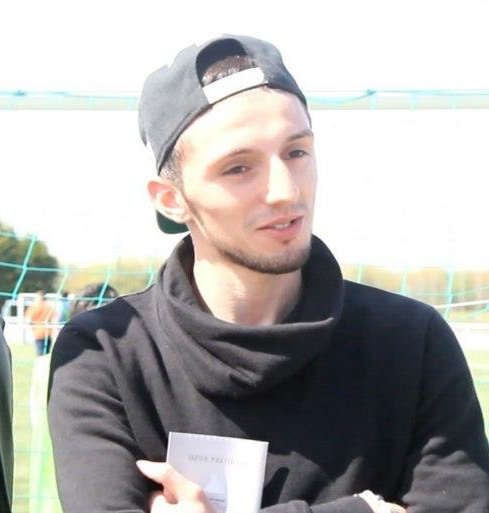
Abel Khaled
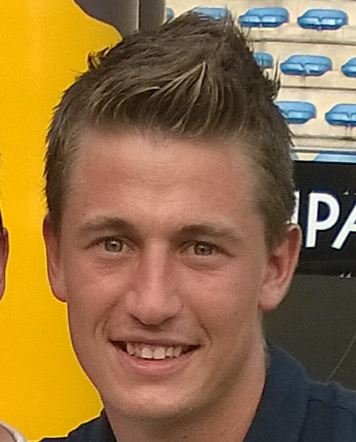
William Dutoit
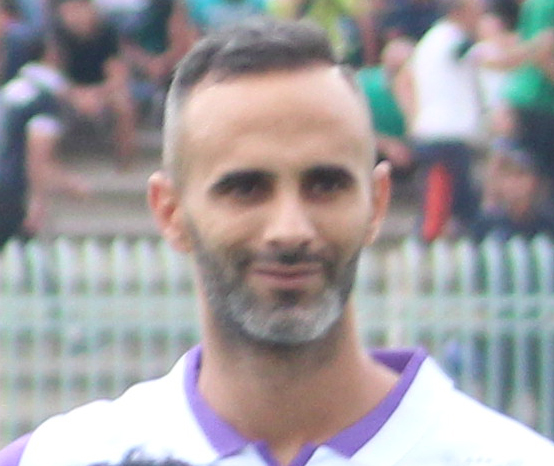
Cédric Si Mohammed

### Entraîneurs
Durant les années 2000-2010, l'équipe première du club connait de multiples entraîneurs, tous anciens joueurs du club qui y ont effectué la majorité de leurs carrières.
Claude Robin, ancien footballeur professionnel, entraîna le club pendant 12 années (1993 à 2005) soit un total de plus de 350 matchs (39 % de victoire de moyenne). La première année, Claude Robin permet notamment à l'équipe A d'accéder la première fois de son histoire au niveau national, en atteignant la National 3 en 1994 en affichant un taux de victoire record en championnat de 63 % lors de cette saison 1993-1994. Il maintiendra l'équipe au cinquième niveau national pendant 7 saisons pour la faire accéder en 2001 au niveau CFA (quatrième niveau national), au terme d'une saison remarquable avec notamment un taux moyen de victoire en championnat de l'ordre de 57 %. Robin quitte le club en 2005, après 7 années de CFA 2 et 4 années de CFA, pour aller entraîner l'équipe réserve de l'A.S. de Saint-Étienne,.
Bruno Poinsel, né en 1962, (ancien défenseur du club, entraîneur de l'équipe B de 1995 à 2005) succéda à Claude Robin et devient ainsi en 2005, co-entraîneur de l'équipe A avec Laurent Matrisciano. Les deux hommes permettent à l'équipe de remonter en CFA en comptant seulement 2 défaites dans la saison en championnat avec une différence de buts de +34. Matrisciano, secondera Poinsel jusqu'en 2007 (65 matchs en tant que co-entraîneur), Poinsel devient alors l'unique entraîneur de l'équipe. Il le restera finalement jusqu'en 2009, avec laquelle il totalisera durant ses 4 années au poste d'entraîneur 139 matchs pour un pourcentage moyen de victoire de 36.7 %.
Jean-Paul Nicot, qui a passé plus d'une vingtaine d'années au club en tant que joueur, est nommé entraîneur de 2009 à 2012. Il comptera au total 133 matchs pour un pourcentage de victoire de 38.3 %. En 2010, il emmena l'équipe première jusqu'en huitième de finale de Coupe de France. En 2012, Didier Clerval, qui entraînait l'équipe U19, succède à Jean-Paul Nicot à la tête de l'équipe première (Clerval est resté en tout 18 ans licenciés au club).
À la suite de la restructuration du club en 2014, un nouvel entraîneur a été nommé, il s'agit de Sébastien Giuranna, un ancien joueur du club qui y a évolué durant 8 ans (2001-2009). Sébastien Giuranna, après 3 années au poste d'entraîneur, est remplacé à l'été 2016 par Laurent Matrisciano. Après un intérim de 6 mois assuré par Romain Cazal, c'est Stéphane Mahé, ancien international français qui évolua 14 années au niveau professionnel, dans des clubs comme le Celtic Glasgow et le Paris Saint-Germain, où il sort notamment vainqueur de la Coupe d'Europe des vainqueurs de coupe en 1996. Mahé restera uniquement une saison en poste et est remplacé par Mickaël Lamotte en 2018, malgré une accession en division supérieure.
D'autres cadres du club peuvent être mentionnés comme notamment Bernard Armbruster, licencié en tant que dirigeant du club depuis 1981, qui entraîna successivement les équipes jeunes, les équipes séniors et l’équipe féminine.
| Nom                 | Période      |
| ------------------- | ------------ |
| Perroniat           | 1929, 1930   |
| Robert Eck          | ~1934 - 1936 |
| Hasselmann          | 1936         |
| Roger Duffez        | 1971         |
| Manuel Moreno       | 1973 - 1974  |
| Pierre Kapral       | 1973 - 1975  |
| Jean-Pierre Dewier  | 1975 - 1976  |
| Manuel Moreno       | 1976 - 1977  |
| Maurice Jacques     | 1977 - 1977  |
| Gérard Hugard       | 1977 - 1978  |
| Nom                 | Période      |
| Christian Bas       | 1978 - 1980  |
| Jacques Vincent     | 1981, 1982   |
| Didier Hodille      | 1983 - ~1986 |
| Michel Crevoisier   | 1990 - 1993  |
| Claude Robin        | 1993 - 2005  |
| Laurent Matrisciano | 2005 - 2007  |
| Bruno Poinsel       | 2007 - 2009  |
| Jean-Paul Nicot     | 2009 - 2012  |
| Didier Clerval      | 2012 - 2014  |
| Sébastien Giuranna  | 2014 - 2017  |
| Nom                 | Période      |
| Romain Cazal        | 2017         |
| Stéphane Mahé       | 2017 - 2018  |
| Mickaël Lamotte     | 2018 - 2019  |
| Cédric Chapuis      | 2019 - 2022  |
| Alexandre Demougeot | 2022 - 2023  |
| Didier Clerval      | Depuis 2024  |

### Présidents
Le club a connu plusieurs dirigeants dont certains d'entre eux sont des personnalités locales de renom. Au moment, avant ou après leurs mandats de présidents du club, beaucoup furent maires de Vesoul, chefs d'entreprise ou cadres.
Sous l'époque du Racing-Club, l'un des premiers présidents du club est Jean Baillet, élu par assemblée générale le 4 septembre 1919. Dans les années 1930, René Hologne (1886-1944), est président du club. Brodeur de profession, il devint conseiller municipal de Vesoul et permit au club de rivaliser avec les plus grands clubs de la région. Décoré de la médaille d'or de l'Éducation physique en 1930, maire de Vesoul pendant la guerre et résistant, il meurt en déportation.
Après la guerre, l'Union Sportive Vésulienne voit le jour pour remplacer le Racing. Pierre Rénet (1905-1991), en fut son seul et unique président. Ingénieur et homme politique membre du centre national des indépendants et paysans, il sera par la suite maire de Vesoul entre 1953 et 1977. Ensuite, de 1958 à 1977, une autre personnalité locale prend la direction du club : il s'agit de Jean Morel, employé des PTT, résident des Rêpes. Né le 9 décembre à Aillevillers, en Haute-Saône et décédé le 5 avril 1987 à Vesoul, Jean Morel était une personne très impliquée dans la vie culturelle, sociale et sportive vésulienne et permit au club de jouer cinq saisons en Division Honneur. Il est remplacé en mai 1977 à la présidence du club par Gérard Claudot, inspecteur à l'hôtel des Finances.
Au temps de l'Union sportive Football Club Vesoul, plusieurs présidents se sont succédé. Parmi l'un d'entre eux, l'homme politique et entrepreneur Alain Joyandet qui présida le club de 1986 à 1995, avant d'enchaîner trois mandats consécutifs au poste de maire de Vesoul, entre 1995 et 2012. Très impliqué dans la vie du club, il contribua fortement au développement du club et à plusieurs montées au niveau supérieur. C'est le chef d'entreprise Yves Beley, qui succéda à Alain Joyandet jusqu'en 1999. De 1999 à 2002, Dominique Thomas est à la tête du club. Cet ancien footballeur professionnel de 1983 à 1993, évolua durant sa carrière au LOSC Lille et au Girondins de Bordeaux. Il entraîna par ailleurs les équipes jeunes du club.
Le Vesoul Haute-Saône Football connut 4 présidents. Le premier, Laurent Philiponet, entrepreneur de Vesoul, prend la place de Dominique Thomas en 2002 mais démissionne de son poste en janvier 2004, à la suite de mauvais résultats. Il sera remplacé par le cadre dirigeant d'entreprise Jacques Laurent de 2004 à 2006, lui-même remplacé par Jacques Demeusy de 2009 à 2012. En 2012, Pascal Donzelot, cadre bancaire qui était notamment chargé de la gestion du site Internet du club, arrive à la présidence du club.
À la suite de la liquidation judiciaire du club en 2014, Pascal Donzelot est contraint de laisser sa place à Clément Pommier cette même année, qui reprend en main le nouveau club du Football Club de Vesoul. En 2023, Alain Joyandet, président du club dans les années 1980 et 1990, reprend la présidence du club.

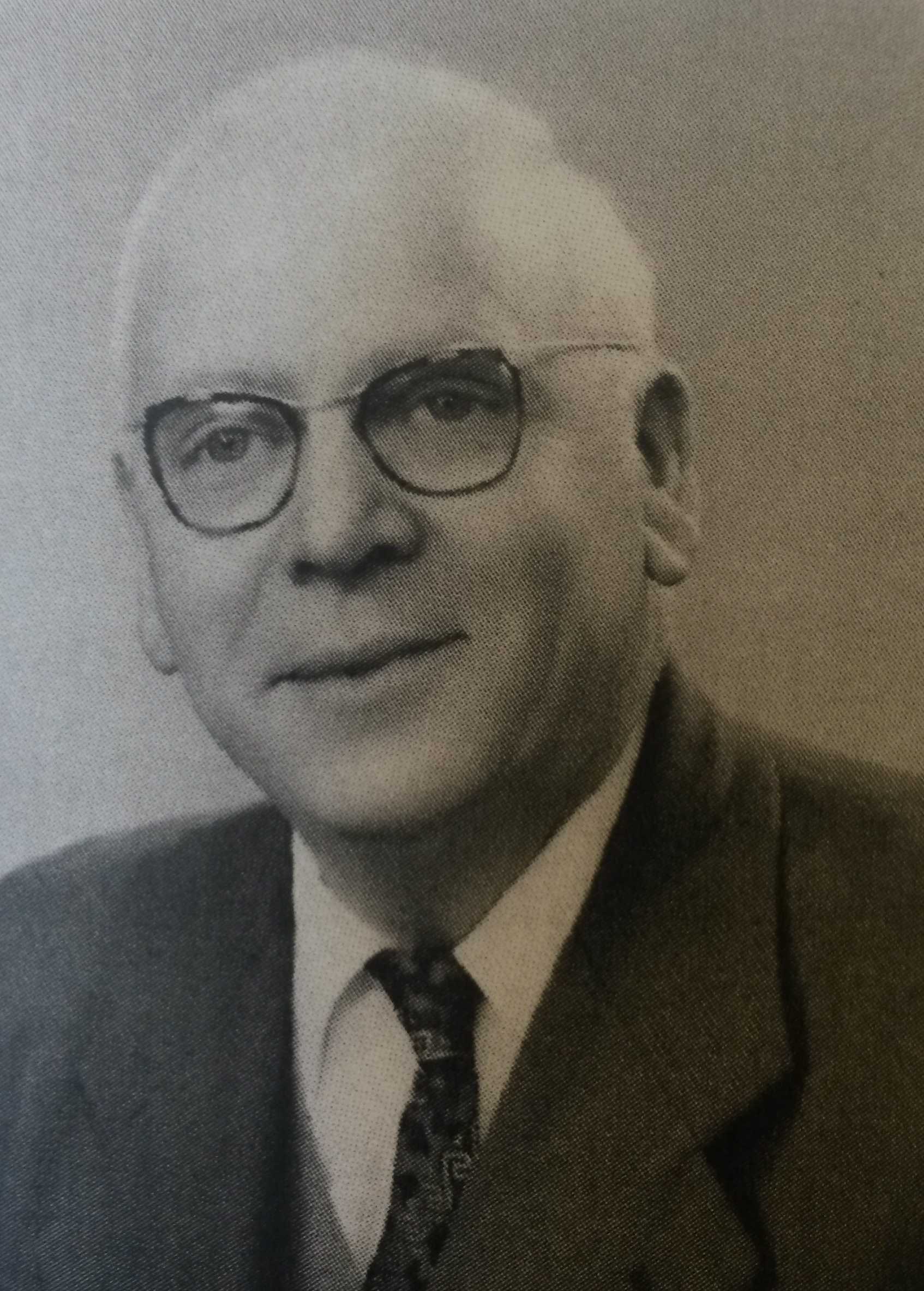
Pierre Rénet
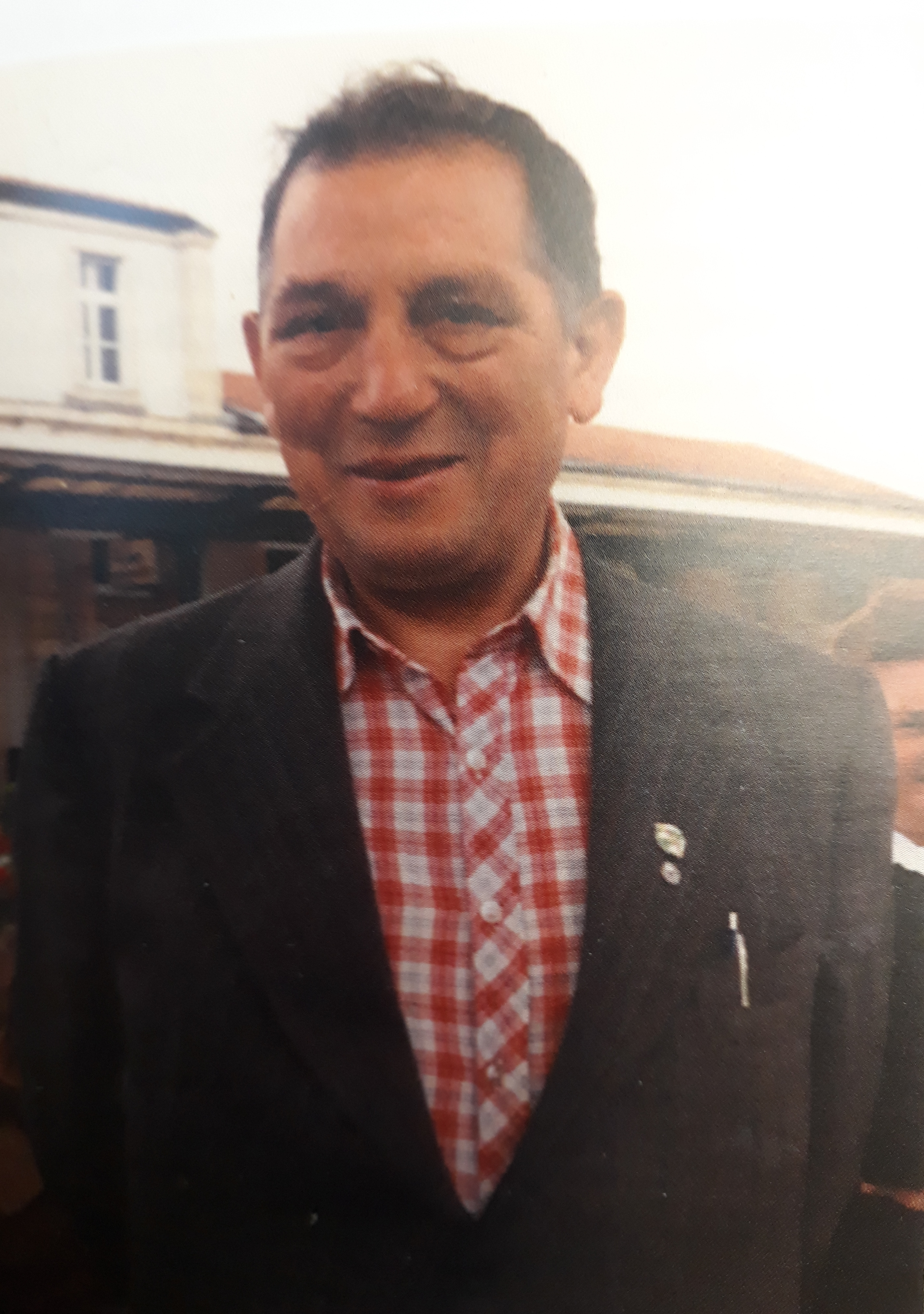
Jean Morel
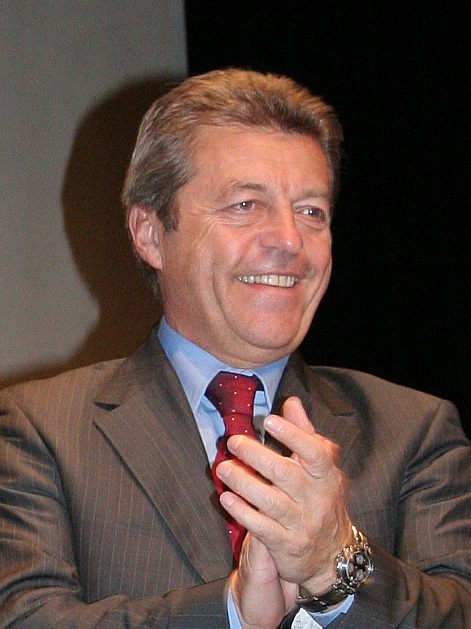
Alain Joyandet

| Nom                  | Période      |
| -------------------- | ------------ |
| Jean Baillet         | 1919 - 1920  |
| H. Lemerle           | 1920 - 1922  |
| Georges Staimesse    | 1922 - NC    |
| René Hologne         | ~1926 - 1935 |
| Hasselmann           | 1935 - 1936  |
| Pernot               | 1936 - NC    |
| Pierre Rénet         | 1946 - 1950  |
| René Pataille        | NC - 1958    |
| Jean Morel           | 1958 - 1977  |
| Nom                  | Période      |
| Gérard Claudot       | 1977 - NC    |
| Alain Aubry          | 1981         |
| Muffat               | NC - NC      |
| Gilbert Rousselle    | NC - 1986    |
| Alain Joyandet       | 1986 - 1995  |
| Yves Beley           | 1995 - 1999  |
| Dominique Thomas     | 1999 - 2002  |
| Laurent Philiponet   | 2002 - 2004  |
| Jacques Laurent      | 2004 - 2009  |
| Nom                  | Période      |
| Jacques Demeusy      | 2009 - 2012  |
| Pascal Donzelot      | 2012 - 2014  |
| Clément Pommier      | 2014 - 2023  |
| Alain Joyandet       | 2023 - 2024  |
| Pierre-Antoine Gorcy | depuis 2024  |

- Pierre Rénet
- Jean Morel
- Alain Joyandet

## Infrastructures

### Structures sportives

#### Stades

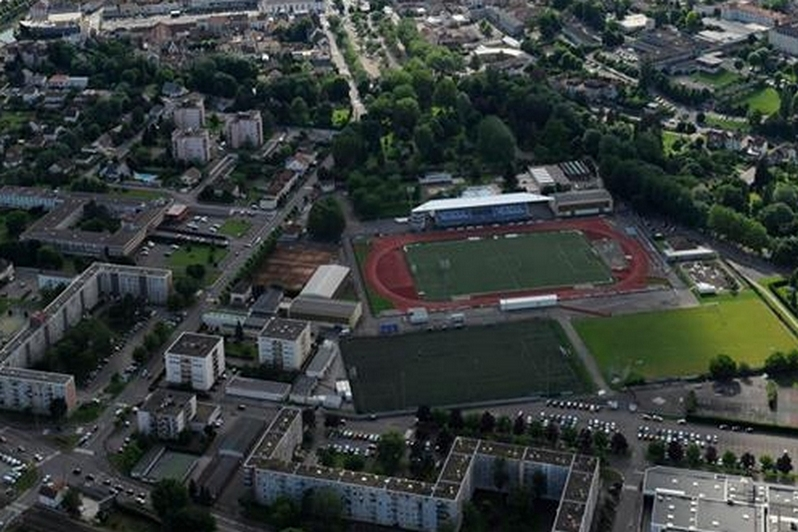
Le complexe sportif René-Hologne et le quartier du Stade.

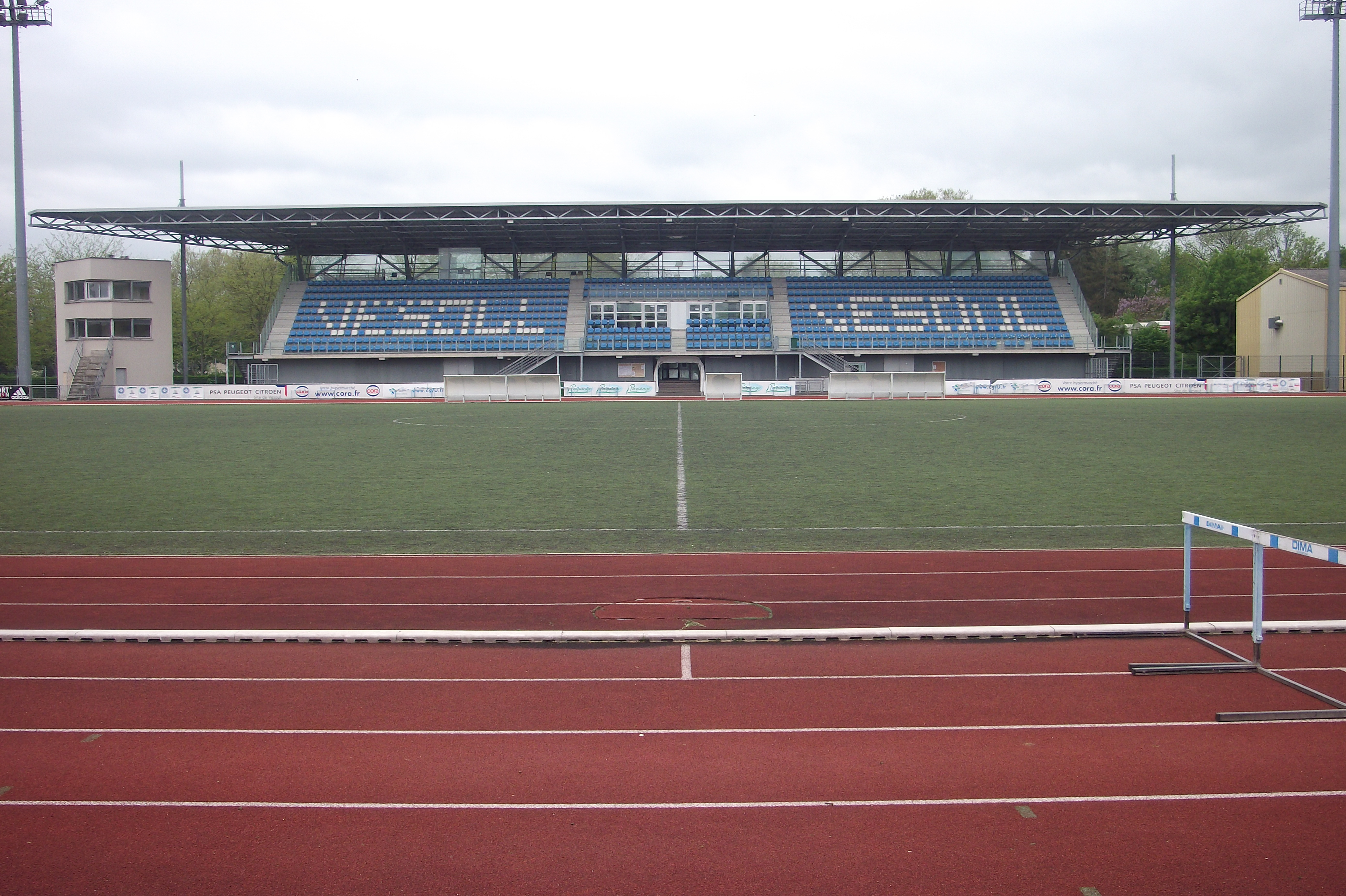
Le terrain honneur

Le stade René-Hologne est le principal stade du département de la Haute-Saône. Aménagé dans les années 1920 sous le nom de stade des Allées par la municipalité, le stade fut renommé en hommage à un résistant vésulien vers 1950, qui soutint le club pendant l'entre-deux-guerres. En 1986, le stade fut considérablement rénové et modernisé puisqu'on y a construit un terrain de football honneur en pelouse synthétique de 105 mètres de longueur et de 68 mètres de largeur, une tour de chronométrage et quatre mâts d'éclairage de 400 lux,. On compte aussi des équipements d'athlétisme inclus dans le stade : une piste d'athlétisme de 400 mètres, 8 aires de saut et 4 aires de lancer. Le stade René-Hologne était autrefois appelé stade des Allées du fait que le stade était localisé non-loin à l'est de la promenade des Allées Neuves, un parc public datant de 1770 où aujourd'hui se trouve la place des Allées et en partie le jardin anglais.
En ce qui concerne les tribunes, le stade est doté d'une tribune honneur de style contemporain rénovée en 2006 par l’entreprise de construction Carsana, grâce aux plans de l'architecte Philippe Thouveny. Construite en béton hydrofuge, la tribune est notamment dotée d'une charpente tridimensionnelle et d'un garde-corps en verre feuilleté. La surface hors œuvre nette de la structure est de 1 200 mètres2 et la hauteur est de 13,20 mètres. La tribune totalise 972 places assises et de couleur bleues et blanches avec deux inscriptions « Vesoul », et abrite un local pour la presse, un salon VIP, deux vestiaires pour les arbitres et cinq vestiaires pour les sportifs. L'équipement sportif comprend aussi une petite tribune de 226 places assises. Le stade à une capacité totale de plus de 6 000 places (dont 1 198 assises et toutes couvertes) et se trouve au sein d'un complexe sportif de plus de 7 hectares.
Le stade a connu à plusieurs reprises des affluences exceptionnelles en totalisant environ 5 500 spectateurs contre l'A.S. Monaco en 2001 et plus de 6 000 spectateurs contre le Paris Saint-Germain en 2010.
Autrefois, le club évolua de sa création en 1917 à 1919, sur le terrain de la rue Gérôme, équipement très rudimentaire utilisé aussi par d'autres équipes de football de la ville. Ensuite, le club évolua, de 1919 à 1928, sur le terrain de la Roulette également communément appelé La Roulette localisé à l'extrémité ouest de la rue de Noidans, derrière l'ancienne usine Dollé (actuellement un parking de l'usine PSA), aux abords de la rivière Colombine, à la frontière communale de Noidans-lès-Vesoul, au sud de Vesoul.

#### Terrain d'entraînement

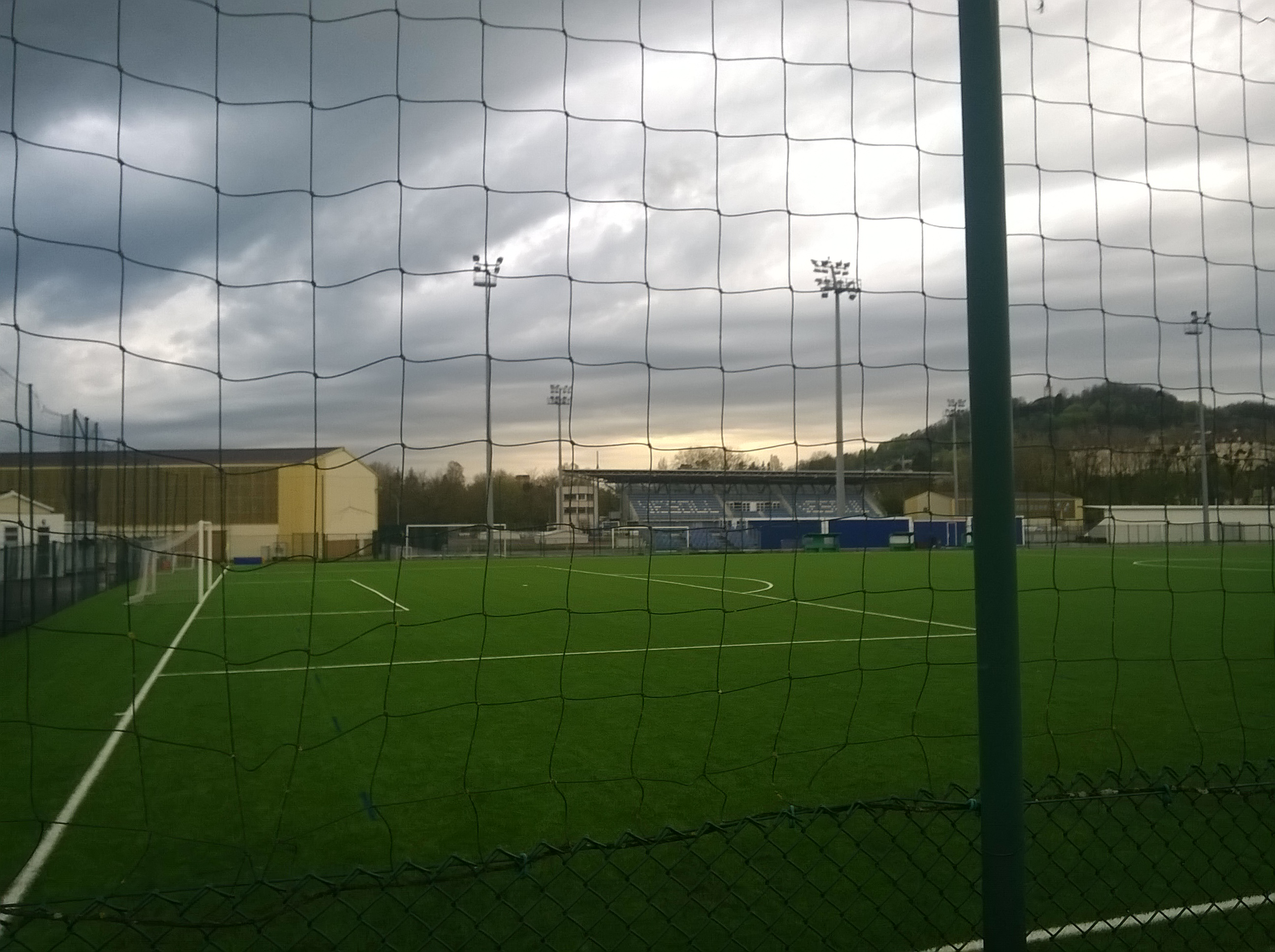
Le terrain d'entrainement

Le terrain d'entraînement du club, répertorié au sein du recensement des équipements sportifs sous le nom de terrain n°3, est majoritairement utilisé par les équipes jeunes. Localisé à côté du stade René-Hologne, au sein du même complexe sportif, il est également en pelouse synthétique et comporte une petite tribune de 100 places assises et totalisent aussi quatre mâts d'éclairage. De plus, il compte un vestiaire arbitres et cinq vestiaires sportifs. Il a les mêmes dimensions que le stade René-Hologne (105 x 68).
En 2015, la pelouse synthétique du terrain a été rénové pendant 2 mois, pour un coût de 300 000 €. Ce terrain est également utilisé (matchs et entrainements) par le Vesoul Racing Club Football, autre club de la ville moins important (50 licenciés), depuis 2015.

### Locaux administratifs et siège social
Le club siège, comme c'est souvent le cas des clubs, dans les bâtiments administratifs de son stade, au numéro 5 de la rue Pierre de Coubertin, dans le quartier dit du Stade ; il s'agit d'une zone construite dans les années 1970, située dans l'Est de la ville de Vesoul.
A sa création, le siège social du club se trouve hôtel de Versailles, rue des Casernes. Par la suite, le siège social du club se trouva à la Maison des associations, rue Jean-Jaurès.
Au début, par manque de structures administratives, les dirigeants et joueurs se réunissaient dans différents lieux publics vésuliens comme au café de la Victoire, rue Carnot (actuelle rue Paul-Morel), au café de l'Union, place de la République ou même au café du Palais, voire à la mairie pour s'occuper notamment des nouvelles inscriptions, des compositions d'équipes et des prises de décisions collectives. Dans les années 1930, le club prit l'habitude de se réunir à l'hôtel Mercédès à Vesoul.

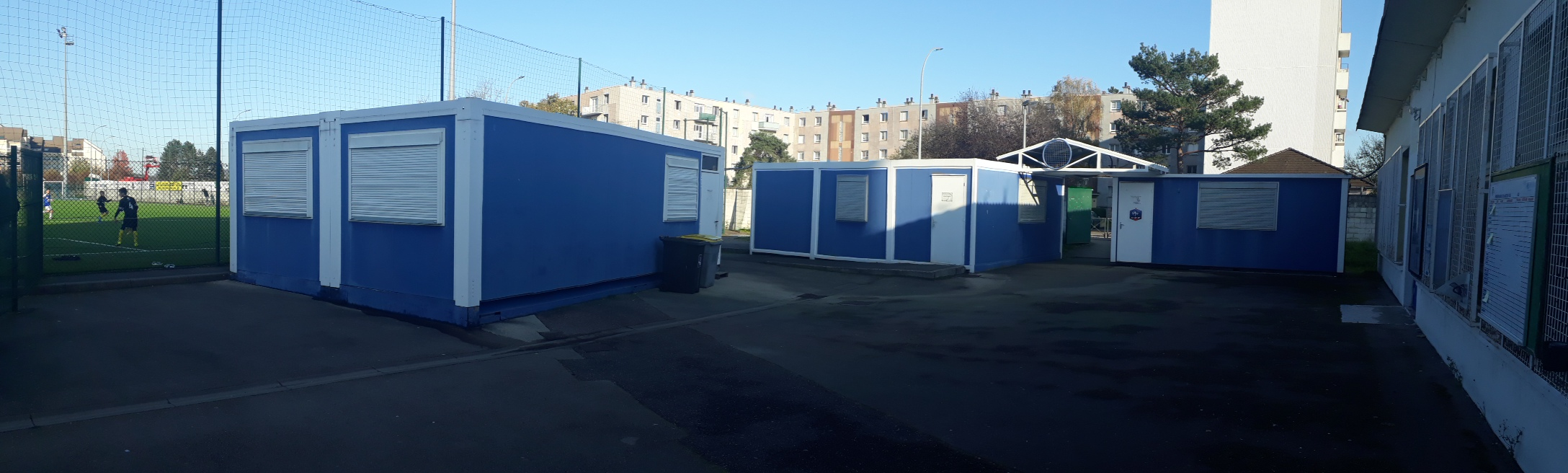
Locaux administratifs et vestiaires du terrain d'entraînement au complexe sportif René-Hologne.

## Aspects juridiques et économiques

### Éléments financiers et statuts
La forme juridique de l'organisation est une association sportive. Le conseil d'administration est composé de : 1 président, 4 vice-présidents, 1 secrétaire général, 1 trésorier et 5 membres divers.
Le club bénéficia depuis ses débuts de subventions de la part de la municipalité et du département. Dès les années 1930, le club est l'une des associations sportives haut-saônoises à recevoir du préfet du département le plus de subventions (notamment presque 1 500 francs en 1939 sur les 15 000 francs alloués à la trentaine de sociétés sportives du département).
Le budget du club était, pour la saison 2001-2002, de 2 millions de francs, soit un peu plus de 300 000 euros. Selon le journal sportif L'Équipe, le budget du club serait de 850 000 euros (saison 2009-2010). La municipalité de Vesoul et des partenaires privés ont signé un chèque de 150 000 euros pour l'association. Le club a subi une liquidation judiciaire en juin 2014, à la suite d'un déficit de plus de 80 000 euros,.

### Partenaires et sponsoring
Jusqu'en 2014, les différentes partenaires du club étaient :
- Partenaires institutionnels : Haute-Saône, Conseil départemental de la Haute-Saône, Ville de Vesoul
- Partenaires mécènes principaux : Groupe Brisard, Paysange, Groupe Numan Construction
- Partenaires mécènes officiels : Cora, Usine PSA de Vesoul, Sport Passion, Adidas, VHS Affaires, Transport Gérard, McDonald's

Depuis cette date, de nombreuses sociétés ont cessé leurs partenariats, à la suite de la liquidation judiciaire du club. Néanmoins plusieurs nouvelles entreprises et organismes ont créé des partenariats avec le club (environ 50 partenaires dont majoritairement des entreprises locales).

## Culture populaire et identité

### Supporters et affluence
| Nom              | Période     |
| ---------------- | ----------- |
| Martial Chaillot | 1959 - 1970 |
| Maurice Guichard | 1970 - 1973 |
| André Julien     | 1973 - 1977 |
| Pierre Blanchot  | 1977 - 1987 |
| Fernand Larrière | 1987 - 2008 |
| Emmanuel Mathieu | 2008 - 2011 |

Dès ses débuts, en 1917, le club de football de Vesoul connait de bonnes affluences en réunissant la plupart du temps plusieurs centaines de spectateurs dans ses matchs joués à domicile. Dans les années 1930, l'équipe première, qui se déplace alors à l'extérieur en train ou en car, propose, en nombre limité, aux fervents supporters de les accompagner dans le car en payant une rétribution de quelques francs.
Le 12 juin 1959, une association de supporters est créé et qui dura plus d'un demi-siècle (1959-2011). Les membres de l'association étaient présents au stade René-Hologne et se déplacent régulièrement pour soutenir l'équipe. Six présidents se sont succédé à la tête de l'association de supporter. Le plus long mandat est celui de Fernand Larrière (décédé en septembre 2008) qui en a été le président pendant 21 ans (de 1987 à 2008) ; à noter que Fernand Larrière a également été président départemental des médaillés de la Jeunesse et des Sports.
Les plus fortes affluences enregistrées au stade René-Hologne sont :
- Vesoul - Paris SG (09/02/2010, Coupe de France-8e de finale) : 6 135 spectateurs
- Vesoul - Monaco (15/12/2001, Coupe de France-32e de finale) : 5 500 spectateurs
- Vesoul - Metz (05/01/2008, Coupe de France-32e de finale) : 3 000 spectateurs
- Vesoul - Strasbourg (25/11/2006, Coupe de France-7e tour) : 2 200 spectateurs
- Vesoul - Clermont (08/01/2005, Coupe de France-32e de finale) : 1 614 spectateurs

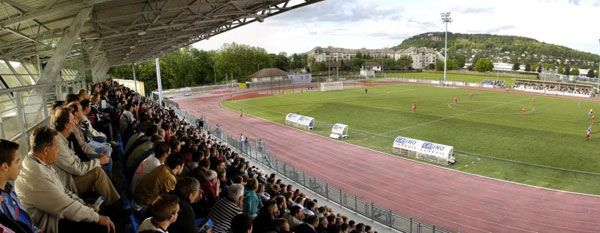
Les supporters du club lors d'un match au stade René-Hologne.

Évolution de la moyenne de spectateurs du club à domicile entre 2004 et 2014
 

### Rivalités et concurrences

#### Aux niveaux national et régional
A ses origines, le club évolua pendant plusieurs années consécutives en ligue régionale de Bourgogne-Franche-Comté. Les premières rivalités apparaissent, favorisés principalement par l'engouement des supporters, comme entre Vesoul et les clubs de Besançon, de Belfort et du pays de Montbéliard.
Durant l'âge d'or du club (1994-2014), des rencontres récurrentes ont créé des rivalités avec des affluences records, avec les équipes réserves de clubs professionnels de l'Est de la France comme le FC Sochaux B (rencontré 24 fois entre 1996 et 2014), le RC Strasbourg B (rencontré 18 fois entre 2001 et 2011), le RC Besançon B (rencontré 16 fois entre 1992 et 2019), le Auxerre C (rencontré 16 fois entre 1994 et 2012) ou encore l'AS Nancy-Lorraine B (rencontré 16 fois entre 2001 et 2010).
| Équipe          | Nombre de matchs | Victoires (%) | Défaites (%) | Buts mis (moyenne) | Buts pris (moyenne) | Premier match | Dernier match |
| FC Sochaux B    | 24               | 33%           | 33%          | 1.04               | 1.21                | 07/09/1996    | 25/01/2014    |
| RC Strasbourg B | 18               | 22%           | 22%          | 1.11               | 1.17                | 01/09/2001    | 16/04/2011    |
| AS Nancy B      | 16               | 38%           | 31%          | 1.31               | 1.19                | 15/12/2001    | 03/04/2010    |
| RC Besançon B   | 16               | 31%           | 38%          | 1.13               | 1.31                | 04/10/1992    | 02/03/2019    |
| AJ Auxerre C    | 16               | 13%           | 50%          | 1.13               | 1.56                | 10/09/1994    | 26/05/2012    |
| FC Metz B       | 14               | 36%           | 43%          | 1.36               | 1.86                | 29/09/2001    | 16/05/2009    |
| DFCO Dijon B    | 14               | 14%           | 50%          | 1.14               | 1.29                | 31/10/1998    | 18/05/2013    |
| ESTAC Troyes B  | 12               | 58%           | 25%          | 1.75               | 1.75                | 11/08/2001    | 12/05/2013    |

#### Au niveau départemental
Sur le plan départemental, le club eut différents rivaux dans son histoire, selon sa situation sportive et son niveau. Dans les années 1920, à une période où n'est encore pas beaucoup popularisé, peu de communes du département compte un club de football. Le football étant en avance à Vesoul par rapport aux autres communes haut-saônoises, le Racing-Club Vésulien s'affirme incontestablement comme meilleur club du département en cumulant plusieurs titres de championnats de Haute-Saône et en écrasant la concurrence. Dans les années 1930, alors que le football se développe de plus en plus et que de nombreuses communes haut-saônoises créés leurs propres clubs, une compétition départementale est créée afin que les équipes s'affrontent entre elles : la coupe de Haute-Saône de football, instituée en 1933. À cette époque, le Racing de Vesoul est l'un des meilleurs clubs du département au côté du club de Luxeuil et des clubs de l'agglomération de Gray. Au sortir de la guerre, ces rivalités continuent jusqu'à la fin des années 1960.
À partir des années 1960, le club de Saint-Loup et le club d'Héricourt prennent le dessus sur le club de Vesoul. En 1968, le club vésulien accède en Division Honneur et a pour principal concurrent le club de Dampierre et ce, jusqu'à la fin des années 1990. Du début du XIXe siècle jusqu'au milieu des années 2010, le club de Vesoul, qui évolue alors en championnat national, n'eut plus de réels concurrents et affrontent les autres clubs départementaux uniquement avec ses équipes réserves. À sa rétrogradation en ligue régionale en 2014, le club s'est rapproché du niveau des autres clubs départementaux et les rencontres sont plus équilibrés lors des compétitions départementales.

#### Au niveau local
Au niveau de la ville, le club de Vesoul est depuis sa création le principal club de football associatif de la commune. L'un des premiers véritables rivaux du club fut la section football de l'Avant-garde de la Motte, fondé en 1913, avant la création du club de football de Vesoul, qui évoluait dans le championnat de Franche-Comté des Patronages. Ces deux équipes se sont rencontrées à de nombreuses occasions, aussi bien en match amicaux qu'en championnat de Division Honneur duquel les deux évoluent ensemble dans les années 1920, dans des derbys souvent mouvementés. Cependant, l'AGM supprima sa section football en 1926. Plus tard, dans les années 1960 et 1970, le club dut rivaliser avec un autre club vésulien qui réalisa à l'époque de bonnes performances sportives : le Football Club Vésulien, fondé en 1957. Cette association ambitieuse s'est distinguée en réalisant une série de très bons résultats, même meilleur que ceux de l'US Vesoul, notamment en championnats en atteignant la Division Honneur et également en coupe de Haute-Saône : 2 finales (1968-1969 et 1970-1971), 2 demi-finales (1963-1964 et 1964-1965), et trois quarts de finale (1961-1962, 1965-1966 et 1966-1967). À cette époque, le club qui porte alors le nom d'US Vesoul est au point mort tandis que le FC Vésulien devient de plus en plus compétitif ; plusieurs distensions naissent et une vraie rivalité se développent entre ces deux clubs dans les années 1960. Après avoir évolué sur un terrain proche du stade René-Hologne de l'US Vesoul, le Football Club Vésulien utilisa le même terrain que l'US Vesoul dès les années 1960. À la suite du décès du président du FCV, André Moutel, au début des années 1970, les deux clubs décidèrent de fusionner en 1973. Par la suite, dans les années 1990 et 2000, le club de Vesoul ayant atteint le niveau national, aucune rivalité n'existait avec les autres clubs vésuliens, comme les clubs des communautés turques et portugaises de Vesoul ou des clubs de quartiers comme celui du Montmarin, quoique probablement avec les équipes réserves du club de CFA.
À l'échelle de l'agglomération, le club de Vesoul connut différents rivaux sportifs selon les époques. Dans les années 1980 et 1990, le meilleur club de l'agglomération après Vesoul était le club de Vaivre-et-Montoille qui réalisa cinq finales de coupe de Haute-Saône (1986, 1987, 1989, 1993 et 2013). Toutefois, on peut également mentionner les bonnes performances en coupe de Haute-Saône du club de Frotey-les-Vesoul en 1952 et en 1955. Dans les années 2000, le club dont le niveau se rapprochait le plus du club de Vesoul est le FC Noidanais, qui réalisa 3 finales successives de coupe de Haute-Saône en 1999, 2000 et 2001 et qui fut champion de Division Honneur Régionale en 2006. De ce fait, la confrontation entre Vesoul et Noidans-lès-Vesoul est régulièrement qualifiée par les médias du « derby vésulien ». Aujourd'hui, plusieurs communes de l'agglomération a son propre club de football ; on en compte entre 5 et 7 dans les années 2010.
En matière de football corporatif, des associations sportives de grandes enseignes et industries vésuliennes existent à Vesoul. Aucune concurrence particulière n'existe avec le club de Vesoul cependant, on peut toutefois noter les bonnes performances de l'association de Peugeot-Vesoul qui remporta le championnat régional de football entreprise en 1979-1980, la coupe Jean-Perfetti 2004-2005 et la coupe Octave-David 2008-2009 et les pompiers de Vesoul qui remportèrent la coupe du Fair-play 1987-1988. A Vesoul, on compte notamment 6 clubs de football corporatif en 1971 et 3 clubs corporatifs en 1982.

### Historique du nom
Le club a de nombreuses fois changé de noms, à la suite des divers renommages et fusions.
Tout d'abord, le club est fondé sous le nom de Racing-Club Vésulien en 1917. Ensuite, il fut intégré en 1946, à l'association multisports de l'Union Sportive Vésulienne. Quatre ans plus tard, le club s'associe sous la forme d'une entente avec « l'ASPTT », l'Association Sportive des Postes, Télégraphes, Téléphones, pour former l'US Vesoul, mais le club est toujours communément appelé USV. En 1973, le club fusionne avec un autre club vésulien, créé en 1957 : le Football Club Vésulien, pour laisser place à l'Union Sportive Football Club Vesoul. Le club est renommé en Vesoul Haute-Saône Football en 2002 et en Football Club de Vesoul en 2014.
| \| \| \| \| \| \| \| \| \| \| \| \| \| \| \| \| \| \| \| \| \| \| \| \| \| \| \| Racing-Club Vésulien (1917-1946) \| \| \| \| \| \| \| \| \| \| \| \| \| \| \| \| \| \| \| \| \| \| \| \| \| \| \| \| \| \| \| \| \| \| \| \| \| \| \| \| \| \| \| \| \| \| \| \| \| \| \| \| \| \| \| \| \| \| \| \| \| \| \| \| \| \| \| \| \| \| \| \| \| \| \| \| ASPTT (?-1950) \| ASPTT (?-1950) \| ASPTT (?-1950) \| ASPTT (?-1950) \| ASPTT (?-1950) \| ASPTT (?-1950) \| \| \| \| \| \| \| \| \| \| \| \| \| Union Sportive Vésulienne (1946-1950) \| Union Sportive Vésulienne (1946-1950) \| Union Sportive Vésulienne (1946-1950) \| Union Sportive Vésulienne (1946-1950) \| Union Sportive Vésulienne (1946-1950) \| Union Sportive Vésulienne (1946-1950) \| \| \| \| \| \| \| \| \| \| \| \| \| \| \| \| \| \| \| \| \| \| \| \| ASPTT (?-1950) \| ASPTT (?-1950) \| ASPTT (?-1950) \| ASPTT (?-1950) \| ASPTT (?-1950) \| ASPTT (?-1950) \| \| \| \| \| \| \| \| \| \| \| \| \| Union Sportive Vésulienne (1946-1950) \| Union Sportive Vésulienne (1946-1950) \| Union Sportive Vésulienne (1946-1950) \| Union Sportive Vésulienne (1946-1950) \| Union Sportive Vésulienne (1946-1950) \| Union Sportive Vésulienne (1946-1950) \| \| \| \| \| \| \| \| \| \| \| \| \| \| \| \| \| \| \| \| \| \| \| \| \| \| \| \| \| \| \| \| \| \| \| \| \| \| \| \| \| \| \| \| \| \| \| \| \| \| \| \| \| \| \| \| \| \| \| \| \| \| \| \| \| Football Club Vésulien (1957-1973) \| Football Club Vésulien (1957-1973) \| Football Club Vésulien (1957-1973) \| Football Club Vésulien (1957-1973) \| Football Club Vésulien (1957-1973) \| Football Club Vésulien (1957-1973) \| \| \| \| \| \| \| Union Sportive de Vesoul (1950-1973) \| Union Sportive de Vesoul (1950-1973) \| Union Sportive de Vesoul (1950-1973) \| Union Sportive de Vesoul (1950-1973) \| Union Sportive de Vesoul (1950-1973) \| Union Sportive de Vesoul (1950-1973) \| \| \| \| \| \| \| \| \| \| \| \| \| \| \| \| \| \| \| \| \| \| \| \| \| \| \| \| \| \| Football Club Vésulien (1957-1973) \| Football Club Vésulien (1957-1973) \| Football Club Vésulien (1957-1973) \| Football Club Vésulien (1957-1973) \| Football Club Vésulien (1957-1973) \| Football Club Vésulien (1957-1973) \| \| \| \| \| \| \| Union Sportive de Vesoul (1950-1973) \| Union Sportive de Vesoul (1950-1973) \| Union Sportive de Vesoul (1950-1973) \| Union Sportive de Vesoul (1950-1973) \| Union Sportive de Vesoul (1950-1973) \| Union Sportive de Vesoul (1950-1973) \| \| \| \| \| \| \| \| \| \| \| \| \| \| \| \| \| \| \| \| \| \| \| \| \| \| \| \| \| \| \| \| \| \| \| \| \| \| \| \| \| \| \| \| \| \| \| \| \| \| \| \| \| \| \| \| \| \| \| \| \| \| \| \| \| \| \| \| \| \| \| \| \| \| \| \| \| \| \| \| \| \| \| Union Sportive FC Vesoul (1973-2002) \| \| \| \| \| \| \| \| \| \| \| \| \| \| \| \| \| \| \| \| \| \| \| \| \| \| \| \| \| \| \| \| \| \| \| \| \| \| \| \| \| \| \| \| \| \| \| \| \| \| \| \| \| \| \| \| \| \| \| \| \| \| \| \| \| \| \| \| \| \| \| \| \| \| \| \| \| \| \| \| \| \| \| \| \| \| \| \| \| \| \| \| \| \| Vesoul Haute-Saône Football (2002-2014) \| \| \| \| \| \| \| \| \| \| \| \| \| \| \| \| \| \| \| \| \| \| \| \| \| \| \| \| \| \| \| \| \| \| \| \| \| \| \| \| \| \| \| \| \| \| \| \| \| \| \| \| \| \| \| \| \| \| \| \| \| \| \| \| \| \| \| \| \| \| \| \| \| \| \| \| \| \| \| \| \| \| \| \| \| \| \| \| \| \| \| \| \| \| Football Club de Vesoul (depuis 2014) \| \| \| \| \| \| \| \| \| \| \| \| \| \| \| \| \| \| \| \| \| \| \| \| \| \| \| \| \| \| \| \| \| \| \| \| \| \| |  |                                    |                                    |                                    |                                    |                                    |                                    |                                         |                |                |                |                |                |                                      |                                      |                                      |                                      |                                      |                                      |  |  |  |  |  |  |                                       |                                       |                                       |                                       |                                       |                                       |  |  |  |  |  |  |  |  |  |  |  |  |  |  |
| |  |                                    |                                    |                                    |                                    |                                    |                                    |                                         |                |                |                |                |                |                                      |                                      |                                      |                                      |                                      |                                      |  |  |  |  |  |  | Racing-Club Vésulien (1917-1946)      |                                       |                                       |                                       |                                       |                                       |  |  |  |  |  |  |  |  |  |  |  |  |  |  |
| |  |                                    |                                    |                                    |                                    |                                    |                                    |                                         |                |                |                |                |                |                                      |                                      |                                      |                                      |                                      |                                      |  |  |  |  |  |  |                                       |                                       |                                       |                                       |                                       |                                       |  |  |  |  |  |  |  |  |  |  |  |  |  |  |
| |  |                                    |                                    |                                    |                                    |                                    |                                    | ASPTT (?-1950)                          | ASPTT (?-1950) | ASPTT (?-1950) | ASPTT (?-1950) | ASPTT (?-1950) | ASPTT (?-1950) |                                      |                                      |                                      |                                      |                                      |                                      |  |  |  |  |  |  | Union Sportive Vésulienne (1946-1950) | Union Sportive Vésulienne (1946-1950) | Union Sportive Vésulienne (1946-1950) | Union Sportive Vésulienne (1946-1950) | Union Sportive Vésulienne (1946-1950) | Union Sportive Vésulienne (1946-1950) |  |  |  |  |  |  |  |  |  |  |  |  |  |  |
| |  |                                    |                                    |                                    |                                    |                                    |                                    | ASPTT (?-1950)                          | ASPTT (?-1950) | ASPTT (?-1950) | ASPTT (?-1950) | ASPTT (?-1950) | ASPTT (?-1950) |                                      |                                      |                                      |                                      |                                      |                                      |  |  |  |  |  |  | Union Sportive Vésulienne (1946-1950) | Union Sportive Vésulienne (1946-1950) | Union Sportive Vésulienne (1946-1950) | Union Sportive Vésulienne (1946-1950) | Union Sportive Vésulienne (1946-1950) | Union Sportive Vésulienne (1946-1950) |  |  |  |  |  |  |  |  |  |  |  |  |  |  |
| |  |                                    |                                    |                                    |                                    |                                    |                                    |                                         |                |                |                |                |                |                                      |                                      |                                      |                                      |                                      |                                      |  |  |  |  |  |  |                                       |                                       |                                       |                                       |                                       |                                       |  |  |  |  |  |  |  |  |  |  |  |  |  |  |
| |  | Football Club Vésulien (1957-1973) | Football Club Vésulien (1957-1973) | Football Club Vésulien (1957-1973) | Football Club Vésulien (1957-1973) | Football Club Vésulien (1957-1973) | Football Club Vésulien (1957-1973) |                                         |                |                |                |                |                | Union Sportive de Vesoul (1950-1973) | Union Sportive de Vesoul (1950-1973) | Union Sportive de Vesoul (1950-1973) | Union Sportive de Vesoul (1950-1973) | Union Sportive de Vesoul (1950-1973) | Union Sportive de Vesoul (1950-1973) |  |  |  |  |  |  |                                       |                                       |                                       |                                       |                                       |                                       |  |  |  |  |  |  |  |  |  |  |  |  |  |  |
| |  | Football Club Vésulien (1957-1973) | Football Club Vésulien (1957-1973) | Football Club Vésulien (1957-1973) | Football Club Vésulien (1957-1973) | Football Club Vésulien (1957-1973) | Football Club Vésulien (1957-1973) |                                         |                |                |                |                |                | Union Sportive de Vesoul (1950-1973) | Union Sportive de Vesoul (1950-1973) | Union Sportive de Vesoul (1950-1973) | Union Sportive de Vesoul (1950-1973) | Union Sportive de Vesoul (1950-1973) | Union Sportive de Vesoul (1950-1973) |  |  |  |  |  |  |                                       |                                       |                                       |                                       |                                       |                                       |  |  |  |  |  |  |  |  |  |  |  |  |  |  |
| |  |                                    |                                    |                                    |                                    |                                    |                                    |                                         |                |                |                |                |                |                                      |                                      |                                      |                                      |                                      |                                      |  |  |  |  |  |  |                                       |                                       |                                       |                                       |                                       |                                       |  |  |  |  |  |  |  |  |  |  |  |  |  |  |
| |  |                                    |                                    |                                    |                                    |                                    |                                    | Union Sportive FC Vesoul (1973-2002)    |                |                |                |                |                |                                      |                                      |                                      |                                      |                                      |                                      |  |  |  |  |  |  |                                       |                                       |                                       |                                       |                                       |                                       |  |  |  |  |  |  |  |  |  |  |  |  |  |  |
| |  |                                    |                                    |                                    |                                    |                                    |                                    |                                         |                |                |                |                |                |                                      |                                      |                                      |                                      |                                      |                                      |  |  |  |  |  |  |                                       |                                       |                                       |                                       |                                       |                                       |  |  |  |  |  |  |  |  |  |  |  |  |  |  |
| |  |                                    |                                    |                                    |                                    |                                    |                                    | Vesoul Haute-Saône Football (2002-2014) |                |                |                |                |                |                                      |                                      |                                      |                                      |                                      |                                      |  |  |  |  |  |  |                                       |                                       |                                       |                                       |                                       |                                       |  |  |  |  |  |  |  |  |  |  |  |  |  |  |
| |  |                                    |                                    |                                    |                                    |                                    |                                    |                                         |                |                |                |                |                |                                      |                                      |                                      |                                      |                                      |                                      |  |  |  |  |  |  |                                       |                                       |                                       |                                       |                                       |                                       |  |  |  |  |  |  |  |  |  |  |  |  |  |  |
| |  |                                    |                                    |                                    |                                    |                                    |                                    | Football Club de Vesoul (depuis 2014)   |                |                |                |                |                |                                      |                                      |                                      |                                      |                                      |                                      |  |  |  |  |  |  |                                       |                                       |                                       |                                       |                                       |                                       |  |  |  |  |  |  |  |  |  |  |  |  |  |  |

### Couleurs et évolution du logo
La couleur traditionnelle du club est le bleu qui apparaît majoritairement sur le maillot depuis la création du club . En couleur secondaire, le club a connu le noir et aussi le blanc.
Dans les années 1920, les couleurs des tenues des joueurs du Racing sont le bleu et le noir puis, dans les années 1930, les couleurs du club sont orange et les shorts noirs. Dans les années 1970, les maillots, shorts et bas étaient blancs à parement bleu.
Le club a connu de nombreux logos dans son histoire. Les 4 derniers logotypes du club ont pour représentation la Motte, colline située au centre de la commune de Vesoul, symbole de la ville ainsi que la chapelle Notre-Dame-de-la-Motte, édifice religieux localisé au sommet de la colline.
En 1946, année de création de l'Union Sportive Vésulienne, le club adopte un logo : il a pour couleur le bleu (couleur historique du club) ainsi que le rouge, couleur qui disparaîtra des autres logos. Ce logo ressemble aux armoiries de la ville de Vesoul, avec les mêmes éléments (le lion rampant, armé et lampassé et le croissant). De nouvelles couleurs (violet et blanc) ont été établies sur le logo de l'Union Sportive Football Club de Vesoul (1973 à 2002). Ce logo est le premier à avoir pour mention la chapelle de la Motte.
De juillet 2002 à 2014, le club est sponsorisé par le département. C'est ainsi que la mention "Haute-Saône" apparaît sur les logos de cette période.

Évolution du logo
Logo de 1946 à 1950.
Logo de 1973 à 2002.
Logo de 2002 à 2008.
Logo de 2008 à 2014.
Logo depuis 2014.

### Médias et réseaux sociaux
Depuis sa création, le club, en tant que principal club de la ville du sport le plus populaire du pays, est régulièrement sujet aux articles de la presse locale et départementale et même encouragé par elle : les journaux vésuliens Le Nouvelliste de la Haute-Saône (1890-1946) et L'Union démocratique de la Haute-Saône (1904-1972) retracèrent les premiers rencontres et succès du Racing Club Vésulien. Plus récemment, La Presse de Vesoul (depuis 1981) publie régulièrement des articles ayant pour sujet le club.
Le club a son propre site Internet, où est publié les résultats des équipes séniors et équipes jeunes, les photos, les communiqués... De plus, une page Facebook des supporters du FC Vesoul existe, regroupant plus de 400 membres en avril 2016.